# Temporada 2021 del Fútbol en Bolivia
La Temporada 2021 del fútbol boliviano comprende todas las actividades supeditadas por la Federación Boliviana de Fútbol en lo que refiere a las competiciones en las categorías profesional y aficionado, tanto de carácter nacional e internacional, disputadas por clubes bolivianos, y también por las selecciones nacionales de este país, en sus diversas categorías llevadas a cabo durante todo el año 2021, desde el 1 de enero hasta el 31 de diciembre.

## Campeonatos de Equipos

### Masculino

#### Torneos Nacionales
| Nivel  | Torneo                                                      | Campeonato                                     | Campeón                 |
| ------ | ----------------------------------------------------------- | ---------------------------------------------- | ----------------------- |
| 1      | División Profesional del Fútbol Boliviano                   | Edición 2021                                   | Independiente Petrolero |
| 2      | Nacional "B" - Copa Simón Bolívar                           | Copa Simón Bolívar 2021                        | Universitario de Vinto  |
| 3      | Torneo Nacional Interprovincial                             | Interprovincial 2021                           | Torneo cancelado        |
| Sub-21 | Torneo de Promoción y Reservas de Bolivia Sub-21            | Torneo de Promoción y Reservas de Bolivia 2021 | Always Ready            |
| Sub-19 | Campeonato Clasificatorio a la CONMEBOL Libertadores Sub-20 | Edición 2021                                   | Blooming                |

#### Torneos Departamentales

##### Asociación Beniana de Fútbol (ABF)
| Nivel | Torneo                                           | Campeonato                                 | Campeón                   |
| ----- | ------------------------------------------------ | ------------------------------------------ | ------------------------- |
| 2 - 3 | Asociación Beniana de Fútbol (ABF) - Primera "A" | ABF Primera "A" - 2021: Torneo Apertura    | Libertad Gran Mamoré F.C. |
| 2 - 3 | Asociación Beniana de Fútbol (ABF) - Primera "A" | ABF Primera "A" - 2021/22: Torneo Clausura | En juego                  |
| 2 - 3 | Liga Provincial del Fútbol Beniano               | Campeonato de Clubes Campeones 2021        | Los Almendros             |
| 4     | Asociación Beniana de Fútbol (ABF) - Primera "B" | ABF Primera "B" - 2021                     | En juego                  |

##### Asociación Chuquisaqueña de Fútbol (ACHF)
| Nivel | Torneo                                                         | Campeonato                          | Campeón                |
| ----- | -------------------------------------------------------------- | ----------------------------------- | ---------------------- |
| 2 - 3 | Asociación Chuquisaqueña de Fútbol (ACHF) - Primera "A"        | ACHF Primera "A" - 2021             | Universitario de Sucre |
| 2 - 3 | Liga Provincial del Fútbol Chuquisaqueño                       | Campeonato de Clubes Campeones 2021 | Atlético La "U"        |
| 4     | Asociación Chuquisaqueña de Fútbol (ACHF) - Primera "B"        | ACHF Primera "B" - 2021             | F. C. Tomina           |
| 5     | Asociación Chuquisaqueña de Fútbol (ACHF) - Primera de Ascenso | ACHF Primera de Ascenso - 2021      | Capital F. C.          |
| 6     | Asociación Chuquisaqueña de Fútbol (ACHF) - Segunda de Ascenso | ACHF Segunda de Ascenso - 2021      | Tipa Tipa              |

##### Asociación de Fútbol de Cochabamba (AFC)
| Nivel | Torneo                                                        | Campeonato                          | Campeón                 |
| ----- | ------------------------------------------------------------- | ----------------------------------- | ----------------------- |
| 2 - 3 | Asociación de Fútbol de Cochabamba (AFC) - Primera "A"        | AFC Primera "A" - 2021              | San Antonio Bulo Bulo   |
| 2 - 3 | Liga Provincial del Fútbol Cochabambino                       | Campeonato de Clubes Campeones 2021 | Universitario de Vinto  |
| 4     | Asociación de Fútbol de Cochabamba (AFC) - Primera "B"        | AFC Primera "B" - 2021              | Estudiantes Quillacollo |
| 5     | Asociación de Fútbol de Cochabamba (AFC) - Primera de Ascenso | AFC Primera de Ascenso - 2021       | Olympic                 |
| 6     | Asociación de Fútbol de Cochabamba (AFC) - Segunda de Ascenso | AFC Segunda de Ascenso - 2021       | Aurora "B"              |
| 7     | Asociación de Fútbol de Cochabamba (AFC) - Tercera de Ascenso | AFC Tercera de Ascenso - 2021       | Jorge Wilstermann "B"   |

##### Asociación de Fútbol La Paz (AFLP)
| Nivel | Torneo                                                     | Campeonato                          | Campeón                                    |
| ----- | ---------------------------------------------------------- | ----------------------------------- | ------------------------------------------ |
| 2 - 3 | Asociación de Fútbol La Paz (AFLP) - Primera "A"           | AFLP Primera "A" - 2021             | Deportivo FATIC (Reconocida por la FBF)    |
| 2 - 3 | Asociación de Fútbol La Paz (AFLP) - Primera "A"           | AFLP Primera "A" - 2021             | Chaco Petrolero (No reconocida por la FBF) |
| 2 - 3 | Liga Provincial Paceña de Fútbol                           | Campeonato de Clubes Campeones 2021 | Achocalla                                  |
| 4     | Asociación de Fútbol La Paz (AFLP) - Primera "B"           | AFLP Primera "B" - 2021             | Atlético La Paz (No reconocida por la FBF) |
| 5     | Asociación de Fútbol de La Paz (AFLP) - Primera de Ascenso | AFLP Primera de Ascenso - 2021      | Ingenio (No reconocida por la FBF)         |
| 6     | Asociación de Fútbol de La Paz (AFLP) - Segunda de Ascenso | AFLP Segunda de Ascenso - 2021      | Qhana Inti (No reconocida por la FBF)      |

##### Asociación de Fútbol de Oruro (AFO)
| Nivel | Torneo                                            | Campeonato                          | Campeón           |
| ----- | ------------------------------------------------- | ----------------------------------- | ----------------- |
| 2 - 3 | Asociación de Fútbol de Oruro (AFO) - Primera "A" | AFO Primera "A" - 2021              | Deportivo Shalón  |
| 2 - 3 | Liga Provincial de Fútbol de Oruro                | Campeonato de Clubes Campeones 2021 | San José es Oruro |

##### Asociación Pandina de Fútbol (APF)
| Nivel | Torneo                                           | Campeonato             | Campeón        |
| ----- | ------------------------------------------------ | ---------------------- | -------------- |
| 2 - 3 | Asociación Pandina de Fútbol (APF) - Primera "A" | APF Primera "A" - 2021 | Mariscal Sucre |
| 4     | Asociación Pandina de Fútbol (APF) - Primera "B" | APF Primera "B" - 2021 | Chaco F. C.    |

##### Asociación de Fútbol Potosí (AFP)
| Nivel | Torneo                                          | Campeonato                          | Campeón             |
| ----- | ----------------------------------------------- | ----------------------------------- | ------------------- |
| 2 - 3 | Asociación de Fútbol Potosí (AFP) - Primera "A" | AFP Primera "A" - 2021              | Rosario Central     |
| 2 - 3 | Liga Provincial Potosina de Fútbol              | Campeonato de Clubes Campeones 2021 | Atlético América    |
| 4     | Asociación de Fútbol Potosí (AFP) - Primera "B" | AFP Primera "B" - 2021              | Ferrocarril del Sur |

##### Asociación Cruceña de Fútbol (ACF)
| Nivel | Torneo                                                  | Campeonato                              | Campeón                 |
| ----- | ------------------------------------------------------- | --------------------------------------- | ----------------------- |
| 2 - 3 | Asociación Cruceña de Fútbol (ACF) - Primera "A"        | ACF Primera "A" - 2021: Torneo Apertura | Argentinos Juniors      |
| 2 - 3 | Asociación Cruceña de Fútbol (ACF) - Primera "A"        | ACF Primera "A" - 2021: Torneo Clausura | Destroyers              |
| 2 - 3 | Liga Provincial Cruceña de Fútbol                       | Campeonato de Clubes Campeones 2021     | Ciudad Nueva Santa Cruz |
| 4     | Asociación Cruceña de Fútbol (ACF) - Primera "B"        | ACF Primera "B" - 2021                  | Magisterio F.C.         |
| 5     | Asociación Cruceña de Fútbol (ACF) - Primera de Ascenso | ACF Primera de Ascenso - 2021           | Nueva Santa Cruz        |
| 6     | Asociación Cruceña de Fútbol (ACF) - Segunda de Ascenso | ACF Segunda de Ascenso - 2021           | Deportivo Integrales    |
| 7     | Asociación Cruceña de Fútbol (ACF) - Tercera de Ascenso | ACF Tercera de Ascenso - 2021           | Deportivo Tarumá        |

##### Asociación Tarijeña de Fútbol (ATF)
| Nivel | Torneo                                                   | Campeonato                              | Campeón                |
| ----- | -------------------------------------------------------- | --------------------------------------- | ---------------------- |
| 2 - 3 | Asociación Tarijeña de Fútbol (ATF) - Primera "A"        | ATF Primera "A" - 2021: Torneo Apertura | García Agreda          |
| 2 - 3 | Asociación Tarijeña de Fútbol (ATF) - Primera "A"        | ATF Primera "A" - 2021: Torneo Clausura | Ciclón                 |
| 2 - 3 | Liga Provincial Tarijeña de Fútbol                       | Campeonato de Clubes Campeones 2021     | Quebracho              |
| 4     | Asociación Tarijeña de Fútbol (ATF) - Primera "B"        | ATF Primera "B" - 2021                  | Juan Carlos Ríos F. C. |
| 5     | Asociación Tarijeña de Fútbol (ATF) - Primera de Ascenso | ATF Primera de Ascenso - 2021           | Independiente          |
| 6     | Asociación Tarijeña de Fútbol (ATF) - Segunda de Ascenso | ATF Segunda de Ascenso - 2021           | San Salvador           |
| 7     | Asociación Tarijeña de Fútbol (ATF) - Tercera de Ascenso | ATF Tercera de Ascenso - 2021           | Real Tomayapo "B"      |

### Femenino
| Nivel | Torneo                                  | Campeonato                          | Campeón                    |
| ----- | --------------------------------------- | ----------------------------------- | -------------------------- |
| 1     | Campeonato Boliviano de Fútbol Femenino | Copa Simón Bolívar Femenina 2020/21 | Deportivo Trópico Femenino |
| 1     | Campeonato Boliviano de Fútbol Femenino | Copa Simón Bolívar Femenina 2021    | Real Tomayapo Femenino     |

## Campeonatos de Selección

### Masculino

#### Torneos oficiales
| Nivel  | Torneo                                                   | Campeonato   | Campeón                                      |
| ------ | -------------------------------------------------------- | ------------ | -------------------------------------------- |
| ABS    | Copa América                                             | Edición 2021 | Argentina                                    |
| ABS    | Clasificación de Conmebol para la Copa Mundial de Fútbol | Catar 2022   | En juego                                     |
| Sub-20 | Campeonato Sudamericano de Fútbol Sub-20                 | Edición 2021 | Torneo cancelado. Pospuesto para 2023.       |
| Sub-17 | Campeonato Sudamericano de Fútbol Sub-17                 | Edición 2021 | Torneo cancelado. Pospuesto indefinidamente. |
| Sub-15 | Campeonato Sudamericano de Fútbol Sub-15                 | Edición 2021 | Torneo cancelado. Pospuesto indefinidamente. |

### Femenino

#### Torneos oficiales
| Nivel  | Torneo                       | Campeonato   | Campeones                              |
| ------ | ---------------------------- | ------------ | -------------------------------------- |
| Sub-20 | Sudamericano Femenino Sub-20 | Edición 2020 | Torneo declarado desierto.             |
| Sub-17 | Sudamericano Femenino Sub-17 | Edición 2020 | Torneo cancelado. Pospuesto para 2022. |

## Participantes Torneos locales Masculinos

### Primera División - División Profesional del Fútbol Boliviano (Copa TIGO)
| Club                                | Entrenador            | Ciudad                   | Estadio                       | Capacidad     | Marca                     | Patrocinador                      |
| ----------------------------------- | --------------------- | ------------------------ | ----------------------------- | ------------- | ------------------------- | --------------------------------- |
| Always Ready                        | Pablo Godoy           | El Alto                  | Municipal de El Alto          | 25 000        | CAR Store                 | Bandera de Bolivia                |
| Atlético Palmaflor                  | Thiago Leitāo         | Quillacollo              | Municipal de Quillacollo      | 5 000         | Oxígeno Wear              | Gobierno Municipal de Quillacollo |
| Aurora                              | Humberto Viviani      | Cochabamba               | Félix Capriles                | 32 000        | Boutique Celeste          | Cerveza Burguesa                  |
| Blooming                            | Hernán Meske          | Santa Cruz de la Sierra  | Ramón Aguilera Costas         | 38 500        | Blooming Oficial          | Bandera de Bolivia                |
| Bolívar                             | Antônio Carlos Zago   | Nuestra Señora de La Paz | Hernando Siles Simón Bolívar  | 42 000 5 000  | Bandera de Alemania       | Chevrolet                         |
| Guabirá                             | Víctor Hugo Andrada   | Montero                  | Gilberto Parada               | 18 000        | Olive Sport               | Azúcar Guabirá Celina             |
| Independiente Petrolero             | Marcelo Robledo       | Sucre                    | Olímpico Patria               | 30 000        | Olimpo Sports             | Universidad Domingo Savio         |
| Jorge Wilstermann                   | Diego Cagna           | Cochabamba               | Félix Capriles                | 32 000        | 4KM                       | Campero COBOCE                    |
| Nacional Potosí                     | Alberto Illanes       | Potosí                   | Víctor Agustín Ugarte         | 30 000        | Willys Athletic           | Cerveza Potosina                  |
| Oriente Petrolero                   | Erwin Sánchez         | Santa Cruz de la Sierra  | Ramón Aguilera Costas         | 38 500        | Bandera de España · Kelme | Cerabol                           |
| Real Potosí                         | Marco Antonio Sandy   | Potosí                   | Víctor Agustín Ugarte         | 30 000        | Unosport                  | Cerveza Potosina                  |
| Real Santa Cruz                     | David Perdiguero      | Santa Cruz de la Sierra  | Estadio Real Santa Cruz       | 12 000        | Arce                      | Tierra y Techo Nueva Santa Cruz   |
| Real Tomayapo                       | Horacio Pacheco       | Tarija                   | IV Centenario                 | 20 000        | Zoe Sport                 | Importadora NISOL                 |
| Royal Pari                          | Miguel Ángel Portugal | Santa Cruz de la Sierra  | Ramón Aguilera Costas         | 38 500        | Hidra Ropa Deportiva      | Grupo Sion                        |
| San José                            | Domingo Sánchez       | Oruro                    | Jesús Bermúdez                | 30 000        | Willys Athletic           | Bandera de Paraguay               |
| The Strongest                       | Gustavo Florentín     | Nuestra Señora de La Paz | Hernando Siles Rafael Mendoza | 42 000 10 000 | Bandera de Ecuador        | Aceros Arequipa                   |
| Actualizado el 23 de agosto de 2021 |                       |                          |                               |               |                           |                                   |

### Copa Simón Bolívar 2021
| Club                                                       | Entrenador              | Ciudad                              | Estadio                          | Capacidad   | Patrocinador                        |
| ---------------------------------------------------------- | ----------------------- | ----------------------------------- | -------------------------------- | ----------- | ----------------------------------- |
| Libertad Gran Mamoré Fútbol Club                           | Carlos Fabián Leeb      | Trinidad                            | Gran Mamoré                      | 15 000      | SEDEDE                              |
| Club Deportivo Kivón                                       | Iber Catima             | Trinidad                            | Lorgio "Yoyo" Zambrano           | 3 000       |                                     |
| Club Deportivo Villa Real Sociedad                         | Christian Reynaldo      | Trinidad                            | Lorgio "Yoyo" Zambrano           | 3 000       |                                     |
| Club Deportivo Vaca Díez                                   | Aristóteles Ramos       | Cobija                              | Roberto Jordán Cuéllar           | 24 000      | Bandera de Bolivia                  |
| Club Deportivo Mariscal Sucre                              | Jorge Klisman Vaca      | Cobija                              | Roberto Jordán Cuéllar           | 24 000      | Agua Mineral Cobija                 |
| Club Deportivo Argentinos Juniors                          | Gabriel Ramírez         | Santa Cruz de la Sierra             | Edgar Peña                       | 20 000      | Mega Center Cines                   |
| Club Deportivo Torre Fuerte                                | Armando Ibáñez          | Santa Cruz de la Sierra             | Municipal Villa 1.° de Mayo      | 7 000       | Solvibol                            |
| Club Atlético Nacional Rosario Central                     | Carlos Zambrana         | Potosí                              | Víctor Agustín Ugarte Potosí AFP | 28 000 7000 | MARITEX                             |
| Club Deportivo Ferrocarril Palmeiras                       | Ricardo Chavarría       | Potosí                              | Víctor Agustín Ugarte Potosí AFP | 28 000 7000 | Comercial ROSSEL                    |
| Equipo Deportivo Moto Club                                 | Robert Padilla          | Cobija                              | Roberto Jordán Cuéllar           | 24 000      | Sismo Athletic                      |
| Club Deportivo Los Almendros                               | Jorge Becerra           | Riberalta                           | Enrique Giese                    | 4 000       | Bandera de Bolivia                  |
| Club 10 de Noviembre Wilstermann Cooperativas              | Luis Carvajal           | Potosí                              | Víctor Agustín Ugarte Potosí AFP | 28 000 7000 | FEDECOMIN                           |
| Academia Fútbol Club                                       | Pablo Salinas           | Santa Cruz de la Sierra             | Edgar Peña                       | 20 000      | Bandera de Luxemburgo               |
| Club Quebracho Municipal                                   | José Sánchez            | Villa Montes                        | Complejo Deportivo Bilbao Rioja  | ?           | Gobierno Municipal de Villamontes   |
| Club Deportivo García Agreda                               | Ramiro Tolaba           | Tarija                              | IV Centenario                    | 20 000      | Lubricantes Ipiranga                |
| Academia Deportiva Fancesa                                 | Javier Vega             | Sucre                               | Olímpico Patria                  | 30 000      | Cemento Fancesa                     |
| Club Deportivo Universitario San Francisco Xavier de Sucre | Jhonny Serrudo          | Sucre                               | Olímpico Patria                  | 30 000      | Cemento Fancesa                     |
| Mojocoya Fútbol Club                                       | Dailer Gutiérrez        | Villa de Mojocoya Sucre             | Lourdes de Yotala                | 6 500       | Bandera de Bolivia                  |
| Club Deportivo Shalon                                      | Rubén Urbano            | Oruro                               | Jesús Bermúdez                   | 33 000      | Willy's Athletic                    |
| Club Empresa Minera Huanuni                                | Daniel Ayala            | Huanuni                             | Manuel Flores                    | 10 000      | Gobierno Municipal de Huanuni       |
| Fútbol Club Universitario de Vinto                         | Marcelo Claros          | Vinto                               | Hipólito Lazarte                 | 2 000       | Fritos Lucana                       |
| Club Atlético Bermejo                                      | Alberto Enríquez        | Bermejo                             | Fabián Tintilay                  | 5 000       | IAB S.A.                            |
| Club Chapaquito Feliz Nacional SENAC                       | Javier De Caroli        | Tarija                              | IV Centenario                    | 20 000      | Cooperativa El Vallecito            |
| Ciudad Nueva Santa Cruz Fútbol Club                        | Robert Arteaga          | Portachuelo Santa Cruz de la Sierra | Municipal Barrio Obrero          | 1 000       | Nueva Santa Cruz                    |
| Club Deportivo SUR-CAR                                     | Daniel Gómez            | Oruro                               | Jesús Bermúdez                   | 33 000      | L.M.C S.A.                          |
| Club Deportivo Cultural San Antonio Bulo Bulo              | Diómedes Peña           | Entre Ríos                          | Municipal Dr. Carlos Villegas    | 17 000      | Centro de Convenciones Las Palmeras |
| Club Deportivo Cultural Nueva Cliza                        | Ronald Padilla          | Cliza                               | Municipal de Cliza               | 15 000      | Mattador Sports                     |
| Cochabamba Fútbol Club                                     | Daniel Claure           | Cochabamba                          | Complejo Olympia                 | 2 000       | Comercial MÁFER Plásticos           |
| Club Atlético La "U" de Padilla                            | Álex Martínez           | Padilla                             | Municipal de Padilla             | 1 500       | Hotel Sucre                         |
| Club Achocalla                                             | Ovidio Hilario          | Achocalla                           | Municipal de Achocalla           | 1 500       | Bandera de Bolivia                  |
| Club Deportivo FATIC                                       | Sergio Apaza            | El Alto                             | Municipal de El Alto             | 25 000      | Terrenos San Francisco              |
| Club Unión Maestranza de Viacha                            | Fernando Chávez         | Viacha                              | Municipal de Viacha              | 4 000       | Bandera de Bolivia                  |
| Academia del Balompié Boliviano (ABB)                      | Luis Fernando Mollinedo | La Paz                              | Luis Lastra                      | 10 000      | Maltín                              |
| Club San José es Oruro de Caracollo                        | Waldo Quinteros         | Caracollo Oruro                     | Jesús Bermúdez                   | 33 000      | Bandera de Bolivia                  |
| Club Atlético América de Villazón                          | Juan Carlos Ecos        | Villazón                            | Defensores del Chaco             | 1 000       | Bandera de Bolivia                  |
| Actualizado el 10 de septiembre de 2021                    |                         |                                     |                                  |             |                                     |

### Categorías Primera "A" Departamentales
| Pos. | Equipo                  | Ciudad  |
| ---- | ----------------------- | ------- |
| 1    | Deportivo FATIC         | El Alto |
| 3    | Unión Maestranza        | Viacha  |
| 4    | Virgen de Chijipata     | Laja    |
| 5    | A.B.B.                  | La Paz  |
| 6    | Universitario de La Paz | La Paz  |
| 7    | E.M.I.                  | La Paz  |
| 9    | Deportivo I.C.C         | La Paz  |
| 10   | Ramiro Castillo         | El Alto |
| 1.   |                         |         |

| Pos. | Equipo                 | Ciudad  |
| ---- | ---------------------- | ------- |
| 1    | Empresa Minera Huanuni | Huanuni |
| 2    | SUR-CAR                | Oruro   |
| 3    | Oruro Royal            | Oruro   |
| 4    | Deportivo Escara       | Escara  |
| 5    | San Isidro             | Oruro   |
| 7    | Deportivo Totora       | Oruro   |
| 9    | Deportivo Kala         | Oruro   |
| 10   | Deportivo Shalón       | Oruro   |
|      | AFIZ                   | Oruro   |

| Pos.        | Equipo                      | Ciudad           |
| ----------- | --------------------------- | ---------------- |
| 1           | Cochabamba F.C.             | Cochabamba       |
| 2           | Municipal de Tiquipaya      | Tiquipaya        |
| 3           | Enrique Happ                | Entre Ríos       |
| 4           | Universitario de Cochabamba | Tiquipaya        |
| 5-Gr.A      | Arauco Prado                | Cochabamba       |
| 6-Gr.A      | Nueva Cliza                 | Cliza Cochabamba |
| 7-Gr.B      | Universitario San Simón     | Cochabamba       |
| 9           | Ayacucho                    | Cochabamba       |
| 10          | San Antonio Bulo Bulo       | Entre Ríos       |
| 11          | Independiente               | Cochabamba       |
|             | Pasión Celeste              | Cochabamba       |
| [ AFC_1 2 ] | Municipal Colcapirhua       | Colcapirhua      |
| 1. 2.       |                             |                  |

| Pos.         | Equipo                       | Ciudad            |
| ------------ | ---------------------------- | ----------------- |
| 2            | Fancesa                      | Sucre             |
| 3            | Stormers                     | Sucre             |
| 4            | Atlético Sucre               | Sucre             |
| 5            | Universitario de Sucre       | Sucre             |
| 6            | Mojocoya FC                  | Villa de Mojocoya |
| 7            | Nacional Sucre               | Sucre             |
| 8            | Deportivo Alemán             | Sucre             |
| 9            | Viveros                      | Sucre             |
| 10           | Estudiantes La Plata (Sucre) | Sucre             |
| 11           | Junín                        | Sucre             |
| 12           | Flamengo de Sucre            | Sucre             |
| 13           | Alianza Sur                  | Sucre             |
|              | Morro Municipal              | Sucre             |
| [ ACHF_1 2 ] | Huracán del Valle            | Sucre             |
| 1. 2.        |                              |                   |

| Pos. | Equipo                  | Ciudad  |
| ---- | ----------------------- | ------- |
| 1    | Atlético Bermejo        | Bermejo |
| 3    | García Agreda           | Tarija  |
| 4    | Nacional SENAC          | Tarija  |
| 5    | Royal Obrero            | Tarija  |
| 6    | Ciclón                  | Tarija  |
| 7    | Petrolero               | Yacuiba |
| 8    | Unión Tarija            | Tarija  |
| 9    | Real Tarija             | Tarija  |
| 10   | Universitario de Tarija | Tarija  |
| 11   | 15 de Abril             | Tarija  |
| 12   | Avilés Industrial       | Tarija  |
| 13   | Técnica-Agro            | Tarija  |
|      | Real Sociedad-Tolaba    | Tarija  |
|      | Atlético Entre Rios     | Tarija  |
| 1.   |                         |         |

| Pos.     | Equipo                     | Ciudad           |
| -------- | -------------------------- | ---------------- |
| 1        | Stormers San Lorenzo       | Llallagua-Catavi |
| 2        | Wilstermann-Cooperativas   | Potosí           |
| 3-S      | Real Cotagaita             | Potosí           |
| 4-S      | INTERFI                    | Potosí           |
| 5-(G.B)  | Deportivo Cervecería       | Potosí           |
| 6-(G.A.) | Ferrocarril Palmeiras      | Potosí           |
| 7-(G.B.) | Highland Players           | Potosí           |
| 8-(G.A.) | Universitario de Potosi    | Potosí           |
| 9-(G.B.) | Rosario Central            | Potosí           |
|          | Felipe Hartmann            | Porco            |
|          | Sinchi Wayra               | Porco            |
|          | Deportivo Juvenil Valencia | Potosí           |

| Pos.        | Equipo                          | Ciudad                  |
| ----------- | ------------------------------- | ----------------------- |
| [ ACF_1 1 ] | Destroyer's                     | Santa Cruz de la Sierra |
|             | Sport Boys                      | Warnes                  |
| 2-O         | Ferroviario                     | Santa Cruz de la Sierra |
| 3-O         | Torre Fuerte                    | Santa Cruz de la Sierra |
| 4-O         | Universidad                     | Santa Cruz de la Sierra |
| 5-O         | Oriente Petrolero "B"           | Santa Cruz de la Sierra |
| 6-O         | Calleja                         | Santa Cruz de la Sierra |
| 7-O         | Argentinos Juniors (Santa Cruz) | Santa Cruz de la Sierra |
| 8-O         | Deportivo Cooper                | Santa Cruz de la Sierra |
| 9           | El Torno F.C.                   | El Torno                |
| 10          | 24 de Septiembre                | Santa Cruz de la Sierra |
| 11          | Academia F.C.                   | Santa Cruz de la Sierra |
| 12          | Real América                    | Santa Cruz de la Sierra |
|             | Florida                         | Santa Cruz de la Sierra |
| 1.          |                                 |                         |

| Pos. | Equipo                    | Ciudad                        |
| ---- | ------------------------- | ----------------------------- |
| 1    | Real Kateri               | Trinidad                      |
| 2    | Deportivo Kivón           | Trinidad                      |
| 3    | F.C. Libertad Gran Mamoré | Trinidad                      |
| 4    | Universitario del Beni    | Trinidad                      |
| 5    | Atlético del Beni         | Trinidad                      |
| 8    | Movima 26-VII             | Trinidad Santa Ana del Yacuma |
| 9    | Atlético Nacional Marino  | Trinidad                      |
| 10   | Deportivo Tiluchi         | Trinidad                      |
| 11   | Alianza F.C.              | Trinidad                      |
| 12   | Amazónico F.C.            | Trinidad                      |
| 13   | Gran Moxos                | Trinidad                      |
| 14   | Villa Real Sociedad       | Trinidad                      |
| 15   | Atlético 31 de Julio      | Trinidad San Ignacio de Moxos |
| 16   | San Lorenzo del Beni      | Trinidad                      |

| Pos. | Equipo                 | Ciudad |
| ---- | ---------------------- | ------ |
| 1    | Vaca Díez              | Cobija |
| 2    | Mariscal Sucre         | Cobija |
| 3    | Universitario de Pando | Cobija |
| 4    | Moto Club              | Cobija |
| 5    | Astros de Pando        | Cobija |
| 6    | Gatty Ribeiro          | Cobija |
| 8    | Real Vaca Diez         | Cobija |
| 9    | Real Mapajo            | Cobija |
|      | Vaca Díez Juvenil      | Cobija |
|      | Libertad FC            | Cobija |

| Equipo                  | Municipio    | Provincia      | Departamento |
| ----------------------- | ------------ | -------------- | ------------ |
| Los Almendros           | Riberalta    | Vaca Díez      | Beni         |
| Quebracho               | Villa Montes | Gran Chaco     | Tarija       |
| Universitario de Vinto  | Vinto        | Quillacollo    | Cochabamba   |
| Ciudad Nueva Santa Cruz | Portachuelo  | Sara           | Santa Cruz   |
| Atlético La "U"         | Padilla      | Tomina         | Chuquisaca   |
| Achocalla               | Achocalla    | Murillo        | La Paz       |
| San José es Oruro       | Caracollo    | Cercado        | Oruro        |
| Atlético América        | Villazón     | Modesto Omiste | Potosí       |

Leyenda
- El equipo ganó el derecho de jugar por la segunda división: la Copa Simón Bolivar 2021, durante la temporada 2021.

### Categorías Primera "B" Departamentales
| Pos. | Equipo              | Ciudad  |
| ---- | ------------------- | ------- |
|      | Deportivo Litoral   | La Paz  |
|      | Centro Cervecero    | La Paz  |
|      | White Star          | La Paz  |
| 4    | LDV Copacabana      | La Paz  |
| 5    | Real Palcoma        | La Paz  |
| 6    | Atlético Alianza    | La Paz  |
| 7    | Ayuda País          | La Paz  |
|      | Gimnasia y Esgrima  | La Paz  |
|      | Atlético Paz García | La Paz  |
|      | Hiska Nacional      | El Alto |

| Pos. | Equipo               | Ciudad                 |
| ---- | -------------------- | ---------------------- |
|      | J.C.D.T. Bolivia     | Oruro                  |
| 3    | Rosario Central      | Oruro                  |
| 4    | Strongest de Saucarí | Toledo                 |
| 5    | V.H.S.R.             | Oruro                  |
| 6    | Aurora               | Oruro                  |
|      | Deportivo Sevaruyo   | Santuario de Quillacas |
|      | La Cantera           | Oruro                  |
|      | Deportivo Tarucachi  | Oruro                  |

| Pos. | Equipo                  | Ciudad      |
| ---- | ----------------------- | ----------- |
|      | Thomas Bata             | Quillacollo |
| 3    | Morejón del Sur         | Cochabamba  |
| 4    | Chacacollo              | Sacaba      |
| 5    | Racing                  | Punata      |
| 6    | Dínamo                  | Cochabamba  |
| 7    | Deportivo LAN           | Cochabamba  |
| 8    | Petrolero               | Cochabamba  |
| 9    | Real Cochabamba         | Cochabamba  |
| 10   | Cala Cala               | Cochabamba  |
| 11   | Estudiantes Quillacollo | Quillacollo |
|      | Oruro Royal             | Cochabamba  |
|      | Real Pumas              | Quillacollo |

| Pos. | Equipo                       | Ciudad    |
| ---- | ---------------------------- | --------- |
| 3    | FC Tomina                    | Tomina    |
| 4    | Deportivo Churuquella        | Sucre     |
| 6    | Deportivo Fígaro             | Sucre     |
| 7    | J.C.D.T.                     | Sucre     |
| 8    | Atlas Wirasay                | Sucre     |
| 9    | San Francisco Xavier         | Sucre     |
| 10   | CORDECH                      | Sucre     |
| 11   | Ministerio Deportivo Dunamis | Sucre     |
| 12   | Atlético Sajlina             | Culpina   |
|      | JUDEMI                       | Incahuasi |
|      | Atlético Aullagas            | Sucre     |

| Pos. | Equipo                | Ciudad |
| ---- | --------------------- | ------ |
|      | Municipal de Tarija   | Tarija |
|      | Gobierno Municipal    | Tarija |
| 3    | Magisterio FC         | Tarija |
| 4    | Estudiantes Chiquiacá | Tarija |
| 5    | Pedro Antonio Flores  | Tarija |
| 6    | Tenis Soccer          | Tarija |
| 7    | Juan Carlos Ríos      | Tarija |
| 8    | Nacional La Pampa     | Tarija |
|      | Pumas Chapacos        | Tarija |
|      | León FC               | Tarija |

| Pos. | Equipo              | Ciudad   |
| ---- | ------------------- | -------- |
| 4    | Galácticos          | Potosí   |
| 5    | Ferrocarril del Sur | Potosí   |
| 6    | Juniors Pulacayo    | Potosí   |
| 7    | Sporting Potosí     | Potosí   |
| 8    | Temerarios          | Potosí   |
|      | Nacional Potosí "B" | Potosí   |
|      | Real Potosí "B"     | Potosí   |
|      | Real San Cristóbal  | Colcha K |

| Pos.      | Equipo              | Ciudad                          |
| --------- | ------------------- | ------------------------------- |
| 2         | Atlético Juniors    | Santa Cruz de la Sierra         |
| 3         | Esperanza           | Santa Cruz de la Sierra         |
| 4         | Máquina Vieja       | Santa Cruz de la Sierra         |
| 5         | Nuevo Horizonte     | Santa Cruz de la Sierra         |
| 6         | Nacional            | Cotoca                          |
| 7         | UEB                 | Santa Cruz de la Sierra         |
| 8         | Canarios            | Santa Cruz de la Sierra         |
| 9         | 25 de Junio         | Santa Cruz de la Sierra         |
| 10        | Bancruz Pirai       | Santa Cruz de la Sierra         |
| 11        | Dios es Amor        | Santa Cruz de la Sierra         |
| (2019)    | Magisterio FC       | Santa Cruz de la Sierra         |
| (2019)    | Virginia USC        | Santa Cruz de la Sierra         |
| (2019)    | Estudiantes N.I.    | Montero Santa Cruz de la Sierra |
| (2020/21) | Atlético Santa Cruz | Santa Cruz de la Sierra         |

| Pos. | Equipo      | Ciudad   |
| ---- | ----------- | -------- |
| ?    | Por definir | Trinidad |

| Pos. | Equipo               | Ciudad |
| ---- | -------------------- | ------ |
|      | Unión Cobija         | Cobija |
|      | RONBOL               | Cobija |
| 3    | Chaco FC             | Cobija |
| 5    | Deportivo Litoral    | Cobija |
| 6    | Guerreros de Dios    | Cobija |
| 8    | Noroeste             | Cobija |
| 9    | Horizonte Amazónico  | Cobija |
| 10   | Unión Cobija Juvenil | Cobija |

## Participantes Torneos locales Femeninos

### Primera División - Copa Simón Bolívar Femenina 2020/21
| A.B.B. Femenino                      | Luis Mollinedo     | La Paz                     | Campeón del Torneo 2019 de Fútbol Femenino AFLP                                               |
| Andalucía Real Tomayapo              | Wilson Camargo     | Tarija                     | Campeón del Torneo 2019 de Fútbol Femenino ATF                                                |
| Atlantas Porvenir F.C.               | Bandera de Bolivia | Porvenir ( Pando)          | Campeón del Torneo 2020 de Fútbol Femenino APF                                                |
| Independiente de Challapata Femenino | Samuel Lamas       | Challapata ( Oruro)        | Campeón del Torneo 2019/20 de Fútbol Femenino AF0                                             |
| Deportivo Chuquisaca                 | Bandera de Bolivia | Chuquisaca                 | Campeón del Torneo 2019 de Fútbol Femenino ACHF                                               |
| Deportivo Trópico Femenino           | Eloy Vargas        | Villa Tunari ( Cochabamba) | Anfitrión del Torneo Campeón Regional de las Ligas del Trópico 2019                           |
| Mundo Futuro F.C.                    | Luis Hernán Melgar | Santa Cruz de la Sierra    | Campeón Defensor de la Copa Simón Bolívar 2019                                                |
| Real Potosí Femenino                 | Bandera de Bolivia | Potosí                     | Campeón del Torneo 2019 de Fútbol Femenino AFP                                                |
| Real Hassan                          | Bandera de Bolivia | Riberalta ( Beni)          | Campeón del Torneo 2019 de Fútbol Femenino ABF                                                |
| Universidad Cruceña Femenino         | Diego García       | Santa Cruz de la Sierra    | Campeón del Torneo 2019 de Fútbol Femenino ACF                                                |
| Wilstermann Femenino                 | Marcelo López      | Cochabamba                 | Campeón del Torneo 2019 de Fútbol Femenino AFC Campeón de la Copa Nacional "Integración 2019" |
| Actualizado el 08 de enero de 2021   |                    |                            |                                                                                               |

1. 1 2  «Capacidad del Estadio Félix Capriles, en BoliviaGol». Archivado desde el original el 12 de octubre de 2016. Consultado el 4 de enero de 2021.
2. 1 2  «Capacidad del Estadio Hernando Siles, en BoliviaGol». Archivado desde el original el 12 de octubre de 2016. Consultado el 4 de enero de 2021.
3. 1 2  «Capacidad del Estadio Gilberto Parada, en BoliviaGol». Archivado desde el original el 12 de octubre de 2016. Consultado el 4 de enero de 2021.
4. 1 2  «Capacidad del Estadio Víctor Agustín Ugarte, en BoliviaGol». Archivado desde el original el 1 de diciembre de 2017. Consultado el 4 de enero de 2021.
5. ↑  «Capacidad del Estadio Jesús Bermúdez, en BoliviaGol». Archivado desde el original el 12 de octubre de 2016. Consultado el 4 de enero de 2021.
6. ↑  «Capacidad del Estadio Rafael Mendoza, en BoliviaGol». Archivado desde el original el 12 de octubre de 2016. Consultado el 4 de enero de 2021.
7. ↑  «Asamblea Ordinaria define el futuro de la AFC el 26 de septiembre 2020». 12 de agosto de 2020. Consultado el 11 de enero de 2021.
8. ↑  «Ascensos y descensos en la AFC: conozca la configuración de la temporada 2020». 9 de marzo de 2020. Consultado el 11 de enero de 2021.
9. ↑  «TORNEO DE LA PRIMERA "A" ARRANCA EL 4 DE ABRIL Y SERÁ CON 15 EQUIPOS». ACHF. 12 de febrero de 2020. Consultado el 11 de enero de 2021.
10. ↑  «ABB, EL SEMILLERO PACEÑO ES CAMPEÓN EN EL FÚTBOL FEMENINO». Revista Cabala. 2 de diciembre de 2019.

### Primera División - Copa Simón Bolívar Femenina 2021
| A.B.B. Femenino                   | Luis Mollinedo     | La Paz                     | Campeón del Torneo 2021 de Fútbol Femenino AFLP                                                                       |
| Deportivo Bustillos               | Bandera de Bolivia | Chuquisaca                 | Campeón del Torneo 2021 de Fútbol Femenino ACHF                                                                       |
| Deportivo Trópico Femenino        | Eloy Vargas        | Villa Tunari ( Cochabamba) | Campeón Defensor de la Copa Simón Bolívar 2020/21 Anfitrión del Torneo Campeón Regional de las Ligas del Trópico 2020 |
| Futuro F.C.                       | Bandera de Bolivia | Oruro                      | Campeón del Torneo 2021 de Fútbol Femenino AFO                                                                        |
| Libertad F.C. Femenino            | Bandera de Bolivia | Cobija                     | Campeón del Torneo 2021 de Fútbol Femenino APF                                                                        |
| Mundo Futuro F.C.                 | Luis Hernán Melgar | Santa Cruz de la Sierra    | Campeón del Torneo 2021 de Fútbol Femenino ACF                                                                        |
| P.A.T. Delicias                   | Bandera de Bolivia | Potosí                     | Campeón del Torneo 2019 de Fútbol Femenino AFP                                                                        |
| Real Hassan                       | Bandera de Bolivia | Riberalta ( Beni)          | Campeón del Torneo 2021 de Fútbol Femenino ABF                                                                        |
| Real Tomayapo Femenino            | Tomas Rivas        | Tarija                     | Campeón del Torneo 2021 de Fútbol Femenino ATF                                                                        |
| Wilstermann Femenino              | Marcelo López      | Cochabamba                 | Representante 2021 del Fútbol Femenino AFC Campeón de la Copa Nacional "Integración 2019"                             |
| Actualizado el 2 de enero de 2022 |                    |                            | |

## Torneos Nacionales Masculinos

### Primera División
| Pos. | Equipo                      | Pts. | PJ | G  | E | P  | GF | GC | Dif. | Clasificación                              |
| ---- | --------------------------- | ---- | -- | -- | - | -- | -- | -- | ---- | ------------------------------------------ |
| 1    | Independiente Petrolero (C) | 65   | 30 | 20 | 5 | 5  | 59 | 33 | +26  | Campeón. Clasifica a la Copa Libertadores. |
| 2    | Always Ready                | 64   | 30 | 19 | 7 | 4  | 66 | 31 | +35  | Clasifican a la Copa Libertadores.         |
| 3    | The Strongest               | 63   | 30 | 19 | 6 | 5  | 57 | 24 | +33  | Clasifican a la Copa Libertadores.         |
| 4    | Bolívar                     | 56   | 30 | 16 | 8 | 6  | 63 | 29 | +34  | Clasifican a la Copa Libertadores.         |
| 5    | Royal Pari                  | 51   | 30 | 16 | 3 | 11 | 66 | 45 | +21  | Clasifican a la Copa Sudamericana.         |
| 6    | Oriente Petrolero           | 51   | 30 | 15 | 6 | 9  | 46 | 29 | +17  | Clasifican a la Copa Sudamericana.         |
| 7    | Jorge Wilstermann           | 49   | 30 | 15 | 4 | 11 | 64 | 48 | +16  | Clasifican a la Copa Sudamericana.         |
| 8    | Guabirá                     | 44   | 30 | 13 | 5 | 12 | 47 | 47 | 0    | Clasifican a la Copa Sudamericana.         |
| 9    | Atlético Palmaflor          | 40   | 30 | 11 | 7 | 12 | 42 | 45 | −3   |                                            |
| 10   | Nacional Potosí             | 39   | 30 | 10 | 9 | 11 | 45 | 46 | −1   |                                            |
| 11   | Real Santa Cruz             | 38   | 30 | 11 | 5 | 14 | 38 | 46 | −8   |                                            |
| 12   | Aurora                      | 33   | 30 | 9  | 6 | 15 | 40 | 51 | −11  |                                            |
| 13   | Real Tomayapo               | 32   | 30 | 9  | 5 | 16 | 28 | 45 | −17  |                                            |
| 14   | Blooming                    | 26   | 30 | 7  | 5 | 18 | 34 | 56 | −22  |                                            |
| 15   | Real Potosí (D)             | 25   | 30 | 7  | 4 | 19 | 30 | 63 | −33  | Promoción por la permanencia.              |
| 16   | San José (D)                | −11  | 30 | 0  | 1 | 29 | 9  | 96 | −87  | Descenso de categoría.                     |

 Fuente: FBF
Notas:
1. ↑  San José fue sancionado con −12 puntos a causa de deudas.

| Copa Tigo 2021                                                                      |
|                                                                                     |
| Independiente Petrolero Campeón del Campeonato de Primera División 2021 "Copa Tigo" |
| 1.er título de División Profesional 1.er título de Primera División                 |

### Copa Simón Bolívar
| Pos. | Equipo               | Pts. | PJ | PG | PE | PP | GF | GC | DG  |
| ---- | -------------------- | ---- | -- | -- | -- | -- | -- | -- | --- |
| 1.°  | Libertad Gran Mamoré | 15   | 6  | 5  | 0  | 1  | 14 | 4  | +10 |
| 2.°  | Deportivo Kivón      | 11   | 6  | 3  | 2  | 1  | 8  | 5  | +3  |
| 3.°  | Los Almendros        | 6    | 6  | 2  | 0  | 4  | 11 | 18 | −7  |
| 4.°  | Villa Real Sociedad  | 2    | 6  | 0  | 2  | 4  | 8  | 14 | −6  |

| Pos. | Equipo                   | Pts. | PJ | PG | PE | PP | GF | GC | DG  |
| ---- | ------------------------ | ---- | -- | -- | -- | -- | -- | -- | --- |
| 1.°  | Universitario de Sucre   | 13   | 6  | 4  | 1  | 1  | 15 | 6  | +9  |
| 2.°  | Mojocoya F. C.           | 13   | 6  | 4  | 1  | 1  | 9  | 2  | +7  |
| 3.°  | Fancesa                  | 7    | 6  | 2  | 1  | 3  | 8  | 6  | +2  |
| 4.°  | Atlético La U de Padilla | 1    | 6  | 0  | 1  | 5  | 4  | 22 | −18 |

| Pos. | Equipo                 | Pts. | PJ | PG | PE | PP | GF | GC | DG  |
| ---- | ---------------------- | ---- | -- | -- | -- | -- | -- | -- | --- |
| 1.°  | San Antonio Bulo Bulo  | 13   | 6  | 4  | 1  | 1  | 8  | 5  | +3  |
| 2.°  | Universitario de Vinto | 11   | 6  | 3  | 2  | 1  | 10 | 4  | +6  |
| 3.°  | Cochabamba F. C.       | 8    | 6  | 2  | 2  | 2  | 7  | 6  | +1  |
| 4.°  | Nueva Cliza            | 1    | 6  | 0  | 1  | 5  | 4  | 14 | −10 |

| Pos. | Equipo           | Pts. | PJ | PG | PE | PP | GF | GC | DG  |
| ---- | ---------------- | ---- | -- | -- | -- | -- | -- | -- | --- |
| 1.°  | Deportivo FATIC  | 18   | 6  | 6  | 0  | 0  | 26 | 3  | +23 |
| 2.°  | Unión Maestranza | 10   | 6  | 3  | 1  | 2  | 12 | 7  | +5  |
| 3.°  | A. B. B.         | 7    | 6  | 2  | 1  | 3  | 10 | 17 | −7  |
| 4.°  | Achocalla        | 0    | 6  | 0  | 0  | 6  | 6  | 27 | −21 |

| Pos. | Equipo                 | Pts. | PJ | PG | PE | PP | GF | GC | DG  |
| ---- | ---------------------- | ---- | -- | -- | -- | -- | -- | -- | --- |
| 1.°  | Empresa Minera Huanuni | 15   | 6  | 5  | 0  | 1  | 15 | 5  | +10 |
| 2.°  | Deportivo Shalón       | 15   | 6  | 5  | 0  | 1  | 13 | 6  | +7  |
| 3.°  | SUR-CAR                | 6    | 6  | 2  | 0  | 4  | 9  | 9  | 0   |
| 4.°  | San José es Oruro      | 0    | 6  | 0  | 0  | 6  | 4  | 21 | −17 |

| Pos. | Equipo         | Pts. | PJ | PG | PE | PP | GF | GC | DG |
| ---- | -------------- | ---- | -- | -- | -- | -- | -- | -- | -- |
| 1.°  | Vaca Díez      | 8    | 4  | 2  | 2  | 0  | 6  | 2  | +4 |
| 2.°  | Mariscal Sucre | 6    | 4  | 1  | 3  | 0  | 7  | 6  | +1 |
| 3.°  | Moto Club      | 1    | 4  | 0  | 1  | 3  | 6  | 11 | −5 |

| Pos. | Equipo                   | Pts. | PJ | PG | PE | PP | GF | GC | DG  |
| ---- | ------------------------ | ---- | -- | -- | -- | -- | -- | -- | --- |
| 1.°  | Wilstermann Cooperativas | 18   | 6  | 6  | 0  | 0  | 17 | 4  | +13 |
| 2.°  | Rosario Central          | 9    | 6  | 3  | 0  | 3  | 10 | 12 | −2  |
| 3.°  | Ferrocarril Palmeiras    | 7    | 6  | 2  | 1  | 3  | 6  | 7  | −1  |
| 4.°  | América de Villazón      | 1    | 6  | 0  | 1  | 5  | 5  | 15 | −10 |

| Pos. | Equipo                  | Pts. | PJ | PG | PE | PP | GF | GC | DG  |
| ---- | ----------------------- | ---- | -- | -- | -- | -- | -- | -- | --- |
| 1.°  | Torre Fuerte            | 12   | 6  | 3  | 3  | 0  | 9  | 3  | +6  |
| 2.°  | Ciudad Nueva Santa Cruz | 10   | 6  | 2  | 4  | 0  | 10 | 6  | +4  |
| 3.°  | Argentinos Juniors      | 6    | 6  | 1  | 3  | 2  | 8  | 7  | +1  |
| 4.°  | Academia F. C.          | 3    | 6  | 1  | 0  | 5  | 5  | 16 | −11 |

| Pos. | Equipo           | Pts. | PJ | PG | PE | PP | GF | GC | DG |
| ---- | ---------------- | ---- | -- | -- | -- | -- | -- | -- | -- |
| 1.°  | García Agreda    | 11   | 6  | 3  | 2  | 1  | 14 | 9  | +5 |
| 2.°  | Atlético Bermejo | 11   | 6  | 3  | 2  | 1  | 13 | 11 | +2 |
| 3.°  | Quebracho        | 7    | 6  | 2  | 1  | 3  | 10 | 13 | −3 |
| 4.°  | Nacional SENAC   | 4    | 6  | 1  | 1  | 4  | 10 | 14 | −4 |

#### Segunda Fase
| Fechas             | Condición          | Local en la ida         | Global      | Local en la vuelta       | Condición          | Ida   | Vuelta |
| ------------------ | ------------------ | ----------------------- | ----------- | ------------------------ | ------------------ | ----- | ------ |
| 13 y 17 de octubre | 2.° F (Pando)      | Mariscal Sucre          | 1 : 2       | Vaca Díez                | 1.° F (Pando)      | 1 − 1 | 0 − 1  |
| 13 y 16 de octubre | 2.° C (Cochabamba) | Universitario de Vinto  | 4 : 1       | Deportivo FATIC          | 1.° D (La Paz)     | 2 − 0 | 2 − 1  |
| 13 y 17 de octubre | 2.° D (La Paz)     | Unión Maestranza        | 1 : 6       | San Antonio Bulo Bulo    | 1.° C (Cochabamba) | 1 − 5 | 0 − 1  |
| 14 y 17 de octubre | 2.º G (Potosí)     | Rosario Central         | 3 : 6 (2:4) | Empresa Minera Huanuni   | 1.º E (Oruro)      | 2 − 6 | 1 − 0  |
| 13 y 17 de octubre | 2.° E (Oruro)      | Deportivo Shalón        | 3 : 2       | Wilstermann Cooperativas | 1.° G (Potosí)     | 2 − 1 | 1 − 1  |
| 14 y 17 de octubre | 2.° A (Beni)       | Deportivo Kivón         | 1 : 4       | Torre Fuerte             | 1.° H (Santa Cruz) | 0 − 0 | 1 − 4  |
| 12 y 17 de octubre | 2.° H (Santa Cruz) | Ciudad Nueva Santa Cruz | 2 : 1       | Libertad Gran Mamoré     | 1.° A (Beni)       | 1 − 0 | 1 − 1  |
| 12 y 17 de octubre | 2.° I (Tarija)     | Atlético Bermejo        | 1 : 6 (5:4) | Universitario de Sucre   | 1.° B (Chuquisaca) | 1 − 0 | 0 − 6  |
| 12 y 17 de octubre | 2.° B (Chuquisaca) | Mojocoya F. C.          | 3 : 3 (4:5) | García Agreda            | 1.° I (Tarija)     | 2 − 2 | 1 − 1  |

#### Tabla de equipos eliminados
Los tres mejores perdedores de la Fase 2 que fueron transferidos a la tercera fase fueron:
| Equipo                 | Pts. | PJ | PG | PE | PP | GF | GC | DG |
| ---------------------- | ---- | -- | -- | -- | -- | -- | -- | -- |
| Universitario de Sucre | 3    | 2  | 1  | 0  | 1  | 6  | 1  | +5 |
| Rosario Central        | 3    | 2  | 1  | 0  | 1  | 3  | 6  | −3 |
| Mojocoya F. C.         | 2    | 2  | 0  | 2  | 0  | 3  | 3  | 0  |

#### Tercera fase
| Fechas                         | Local en la ida         | Global      | Local en la vuelta     | Ida   | Vuelta |
| ------------------------------ | ----------------------- | ----------- | ---------------------- | ----- | ------ |
| 23 y 31 de octubre             | Rosario Central         | 2 : 10      | Universitario de Sucre | 0 − 3 | 2 − 7  |
| 24 de octubre y 1 de noviembre | Atlético Bermejo        | 2 : 5       | Universitario de Vinto | 0 − 3 | 2 − 2  |
| 25 y 31 de octubre             | García Agreda           | 5 : 2       | Mojocoya F. C.         | 2 − 0 | 3 − 2  |
| 24 y 30 de octubre             | Vaca Díez               | 2 : 2 (3:1) | Empresa Minera Huanuni | 2 − 0 | 0 − 2  |
| 24 y 30 de octubre             | Deportivo Shalón        | 2 : 5 (2:4) | Torre Fuerte           | 2 − 1 | 0 − 4  |
| 25 y 31 de octubre             | Ciudad Nueva Santa Cruz | 2 : 2 (4:5) | San Antonio Bulo Bulo  | 1 − 0 | 1 − 2  |

#### Tabla de equipos eliminados
Los dos mejores perdedores de la Fase 3 que fueron transferidos a los Cuartos de final fueron:
| Equipo                  | Pts. | PJ | PG | PE | PP | GF | GC | DG |
| ----------------------- | ---- | -- | -- | -- | -- | -- | -- | -- |
| Ciudad Nueva Santa Cruz | 3    | 2  | 1  | 0  | 1  | 2  | 2  | 0  |
| Empresa Minera Huanuni  | 3    | 2  | 1  | 0  | 1  | 2  | 2  | 0  |

#### Llaves eliminatorias
|  | Cuartos de final        | Cuartos de final     | Cuartos de final       | Cuartos de final     |   |                        | Semifinales           | Semifinales           | Semifinales           | Semifinales           |  |                        | Final            | Final            | Final            | Final            |  |
|  | 6 al 14 de noviembre    | 6 al 14 de noviembre | 6 al 14 de noviembre   | 6 al 14 de noviembre |   |                        | 20 al 28 de noviembre | 20 al 28 de noviembre | 20 al 28 de noviembre | 20 al 28 de noviembre |  |                        | 3 y 11 diciembre | 3 y 11 diciembre | 3 y 11 diciembre | 3 y 11 diciembre |  |
|  |                         |                      |                        |                      |   |                        |                       |                       |                       |                       |  |                        |                  |                  |                  |                  |  |
|  |                         |                      |                        |                      |   |                        |                       |                       |                       |                       |  |                        |                  |                  |                  |                  |  |
|  | Universitario de Sucre  | 3                    | 3                      | 6                    |   |                        |                       |                       |                       |                       |  |                        |                  |                  |                  |                  |  |
|  | Universitario de Sucre  | 3                    | 3                      | 6                    |   |                        |                       |                       |                       |                       |  |                        |                  |                  |                  |                  |  |
|  | Torre Fuerte            | 2                    | 0                      | 2                    |   |                        |                       |                       |                       |                       |  |                        |                  |                  |                  |                  |  |
|  | Torre Fuerte            | 2                    | 0                      | 2                    |   | Universitario de Sucre | 2                     | 4                     | 6                     |                       |  |                        |                  |                  |                  |                  |  |
|  |                         |                      |                        |                      |   | Universitario de Sucre | 2                     | 4                     | 6                     |                       |  |                        |                  |                  |                  |                  |  |
|  |                         |                      | García Agreda          | 2                    | 0 | 2                      |                       |                       |                       |                       |  |                        |                  |                  |                  |                  |  |
|  | García Agreda           | 2                    | García Agreda          | 2                    | 0 | 2                      | 5                     | 7                     |                       |                       |  |                        |                  |                  |                  |                  |  |
|  | García Agreda           | 2                    |                        |                      |   |                        |                       |                       |                       |                       |  |                        |                  |                  |                  |                  |  |
|  | San Antonio Bulo Bulo   | 2                    | 2                      | 4                    |   |                        |                       |                       |                       |                       |  |                        |                  |                  |                  |                  |  |
|  | San Antonio Bulo Bulo   | 2                    | 2                      | 4                    |   |                        |                       |                       |                       |                       |  | Universitario de Sucre | 1                | 1                | 2                |                  |  |
|  |                         |                      |                        |                      |   |                        |                       |                       |                       |                       |  | Universitario de Sucre | 1                | 1                | 2                |                  |  |
|  |                         |                      | Universitario de Vinto | 2                    | 1 | 3                      |                       |                       |                       |                       |  |                        |                  |                  |                  |                  |  |
|  | Universitario de Vinto  | 1                    | Universitario de Vinto | 2                    | 1 | 3                      | 3                     | 4                     |                       |                       |  |                        |                  |                  |                  |                  |  |
|  | Universitario de Vinto  | 1                    |                        |                      |   |                        |                       |                       |                       |                       |  |                        |                  |                  |                  |                  |  |
|  | Ciudad Nueva Santa Cruz | 0                    | 2                      | 2                    |   |                        |                       |                       |                       |                       |  |                        |                  |                  |                  |                  |  |
|  | Ciudad Nueva Santa Cruz | 0                    | 2                      | 2                    |   | Universitario de Vinto | 3                     | 4                     | 7                     |                       |  |                        |                  |                  |                  |                  |  |
|  |                         |                      |                        |                      |   | Universitario de Vinto | 3                     | 4                     | 7                     |                       |  |                        |                  |                  |                  |                  |  |
|  |                         |                      | Vaca Díez              | 0                    | 1 | 1                      |                       |                       |                       |                       |  |                        |                  |                  |                  |                  |  |
|  | Vaca Díez               | 1                    | Vaca Díez              | 0                    | 1 | 1                      | 3                     | 4 (4)                 |                       |                       |  |                        |                  |                  |                  |                  |  |
|  | Vaca Díez               | 1                    |                        |                      |   |                        |                       |                       |                       |                       |  |                        |                  |                  |                  |                  |  |
|  | Empresa Minera Huanuni  | 2                    | 2                      | 4 (2)                |   |                        |                       |                       |                       |                       |  |                        |                  |                  |                  |                  |  |
|  | Empresa Minera Huanuni  | 2                    | 2                      | 4 (2)                |   |                        |                       |                       |                       |                       |  |                        |                  |                  |                  |                  |  |
|  |                         |                      |                        |                      |   |                        |                       |                       |                       |                       |  |                        |                  |                  |                  |                  |  |

| Copa Simón Bolívar 2021                                           |
|                                                                   |
| Universitario de Vinto Campeón de la Copa Simón Bolívar 2021      |
| 1.er título de Copa Simón Bolívar 1.er título de Segunda División |

### Play-off de ascenso y descenso indirecto
| Fechas               | Penúltimo lugar División Profesional 2021 | Global | Subcampeón de la Copa Simón Bolívar 2021 | Ida   | Vuelta |
| -------------------- | ----------------------------------------- | ------ | ---------------------------------------- | ----- | ------ |
| 15 y 19 de diciembre | Real Potosí                               | 1 - 4  | Universitario de Sucre                   | 1 - 2 | 0 - 2  |

| Club                   | Ascendido como                                                                           |
| ---------------------- | ---------------------------------------------------------------------------------------- |
| Universitario de Vinto | Campeón de la Copa Simón Bolívar 2021                                                    |
| Universitario de Sucre | Subcampeón de la Copa Simón Bolívar 2021 y ganador de la serie por el ascenso indirecto. |

| Club        | Descendido como |
| ----------- | --- |
| Real Potosí | Penúltimo lugar del torneo División Profesional 2021 y perdedor de la serie por el ascenso indirecto. (Descenso a AFP - Primera "A" 2022) |
| San José    | Último lugar del torneo División Profesional 2021. (Descenso a AFO - Primera "A" 2022)                                                    |

## Torneos departamentales Masculinos

### Torneos Departamentales de Primera "A"

#### La Paz (AFLP) -Torneo Primera "A" 2021
|                                                            |
| Deportivo FATIC Campeón del Torneo AFLP - Primera "A" 2021 |
| 3.er título de la AFLP - Primera "A"                       |

Nota: El club Deportivo FATIC resultó campeón del torneo de la Primera "A" de la gestión Mollinedo, que es la gestión reconocida por la FBF. Sin embargo, durante la gestión 2021, la otra gestión comandada por Leonardo Luna y con el aval de muchísimos clubes de distintas categorías llevó a cabo otro campeonato, cuyo vencedor fue el club Chaco Petrolero. Sin embargo, todavía no se ha llegado a un acuerdo entre las dos partes en conflicto, y por dicha razón, se considerará al primer club como el campeón reconocido por la FBF para efectos de explicación de la clasificación a los torneos nacionales.

##### Intercambio de Plazas para la temporada 2022
| Club | Ascendido como |
| --- | -------------- |
| No hubo ascensos este año debido al quiebre institucional de la AFLP en 2020, y dentro de la gestión reconocida por la FBF. Sin embargo, la otra gestión de la AFLP (Gestión Luna) si llevó a cabo en la temporada 2021 un torneo Primera "B" con un ganador: el club Atlético La Paz, que ascendió a la categoría Primera "A" del mismo ente que no está reconocido por la FBF. |                |

| Club                                 | Descendido como |
| ------------------------------------ | --------------- |
| No hubo descensos en esta temporada. |                 |

#### Oruro (AFO) -Torneo Primera "A" 2021
|                                                            |
| Deportivo Shalón Campeón del Torneo AFO - Primera "A" 2021 |
| 1.er título de la AFO - Primera "A"                        |

##### Intercambio de Plazas para la temporada 2022
| Club                                                                                             | Ascendido como |
| ------------------------------------------------------------------------------------------------ | -------------- |
| No hubo ascensos este año debido a que no se jugó la categoría Primera "B" en la temporada 2021. |                |

| Club                                 | Descendido como |
| ------------------------------------ | --------------- |
| No hubo descensos en esta temporada. |                 |

#### Cochabamba (AFC) -Torneo Primera "A" 2021
|                                                                 |
| San Antonio Bulo Bulo Campeón del Torneo AFC - Primera "A" 2021 |
| 1.er título de la AFC - Primera "A"                             |

##### Intercambio de Plazas para la temporada 2022
| Club                    | Ascendido como                                  |
| ----------------------- | ----------------------------------------------- |
| Estudiantes Quillacollo | Campeón del torneo AFC - Primera "B" 2021.      |
| Chacacollo              | Subcampeón del torneo AFC - Primera "B" 2021.   |
| Real Cochabamba         | Tercer lugar del torneo AFC - Primera "B" 2021. |
| Cala Cala               | Cuarto lugar del torneo AFC - Primera "B" 2021. |

| Club                                 | Descendido como |
| ------------------------------------ | --------------- |
| No hubo descensos en esta temporada. |                 |

#### Chuquisaca (ACHF) -Torneo Primera "A" 2021
|                                                                   |
| Universitario de Sucre Campeón del Torneo ACHF - Primera "A" 2021 |
| 10.mo título de la ACHF - Primera "A"                             |

##### Intercambio de Plazas para la temporada 2022
| Club         | Ascendido como                                |
| ------------ | --------------------------------------------- |
| F. C. Tomina | Campeón del torneo ACHF - Primera "B" 2021    |
| CORDECH      | Subcampeón del torneo ACHF - Primera "B" 2021 |

| Club              | Descendido como                                    |
| ----------------- | -------------------------------------------------- |
| Huracán del Valle | Penúltimo lugar del torneo ACHF - Primera "A" 2021 |
| Alianza Sur       | Último lugar del torneo ACHF - Primera "A" 2021.   |

#### Tarija (ATF) -Torneo Primera "A" 2021

##### ATF Primera "A" 2021 - Torneo Apertura 2021
|                                                                  |
| García Agreda Campeón del Torneo ATF - Primera "A" Clausura 2021 |
| 2.do título de la ATF - Primera "A"                              |

##### ATF Primera "A" 2021 - Torneo Clausura 2021
|                                                           |
| Ciclón Campeón del Torneo ATF - Primera "A" Clausura 2021 |
| 10.mo título de la ATF - Primera "A"                      |

##### Partido por el campeonato anual
| Fecha           | Estadio       | Campeón Torneo Apertura | Partido único | Campeón Torneo Clausura |
| --------------- | ------------- | ----------------------- | ------------- | ----------------------- |
| 12 de diciembre | IV Centenario | García Agreda           | 2 - 3         | Ciclón                  |

| Ciclón                           |
| Campeón de la SuperCopa ATF 2021 |

##### Partido desempate últimos de los torneos
| Fecha           | Estadio       | Último lugar del Apertura 2021 | Partido único | Último lugar del Clausura 2021 |
| --------------- | ------------- | ------------------------------ | ------------- | ------------------------------ |
| 19 de diciembre | IV Centenario | Real Tarija                    | 3 - 1         | 15 de Abril                    |

##### Partidos del ascenso indirecto
| Fecha                                | Recinto       | Perdedor desempate últimos | Global | Mejor ubicado de la ATF Primera "B" | Ida   | Vuelta |
| ------------------------------------ | ------------- | -------------------------- | ------ | ----------------------------------- | ----- | ------ |
| 23 de diciembre y 6 de enero de 2022 | IV Centenario | 15 de Abril                | 1 - 7  | Municipal de Tarija                 | 1 - 4 | 0 - 3  |

##### Intercambio de Plazas para la temporada 2022
| Club                   | Ascendido como                                                                                               |
| ---------------------- | --- |
| Juan Carlos Ríos F. C. | Campeón del torneo ATF - Primera "B" Apertura 2021                                                           |
| Pumas Chapacos         | Campeón del torneo ATF - Primera "B" Clausura 2021                                                           |
| Municipal de Tarija    | Mejor ubicado de la tabla general ATF Primera "B" no campeón y ganador de la serie por el ascenso indirecto. |

| Club        | Descendido como                                                                                          |
| ----------- | --- |
| 15 de Abril | Último lugar general del torneo ATF - Primera "A" 2021 y perdedor de la serie por el descenso indirecto. |

#### Potosí (AFP) -Torneo Primera "A" 2021
|                                                                             |
| Nacional Rosario Central Campeón del Torneo AFP (Potosí) - Primera "A" 2021 |
| 2.do título de la AFP - Primera "A"                                         |

##### Intercambio de Plazas para la temporada 2022
| Club                                                                    | Ascendido como |
| ----------------------------------------------------------------------- | -------------- |
| Los ascensos se postergaron para el segundo torneo de la temporada 2022 |                |

| Club                                                                                            | Descendido como |
| ----------------------------------------------------------------------------------------------- | --------------- |
| No hubo descensos en esta temporada. Se postergaron para el segundo torneo de la temporada 2022 |                 |

#### Santa Cruz (ACF) -Torneo Primera "A" 2021

##### ACF Primera "A" 2021 - Torneo Apertura
|                                                                           |
| Argentinos Juniors BOL Campeón del Torneo ACF - Primera "A" Apertura 2021 |
| 1.er título de la ACF - Primera "A"                                       |

##### ACF Primera "A" 2021 - Torneo Clausura
|                                                                |
| Destroyer's Campeón del Torneo ACF - Primera "A" Clausura 2021 |
| 9.no título de la ACF - Primera "A"                            |

##### Partido por el campeonato anual
| Fecha           | Estadio               | Campeón Torneo Apertura | Partido único | Campeón Torneo Clausura |
| --------------- | --------------------- | ----------------------- | ------------- | ----------------------- |
| 18 de diciembre | Ramón Aguilera Costas | Argentinos Juniors BOL  | 0 - 0 (3 : 2) | Destroyer's             |

| Argentinos Juniors BOL           |
| Campeón de la SuperCopa ACF 2021 |

##### Intercambio de Plazas para la temporada 2022
| Club          | Ascendido como                                |
| ------------- | --------------------------------------------- |
| Magisterio FC | Campeón del torneo ACF - Primera "B" 2021.    |
| Esperanza     | Subcampeón del torneo ACF - Primera "B" 2021. |

| Club                                 | Descendido como |
| ------------------------------------ | --------------- |
| No hubo descensos en esta temporada. |                 |

#### Beni (ABF) -Torneo Primera "A" 2021

##### ABF Primera "A" 2021 - Torneo Apertura
|                                                                              |
| Libertad Gran Mamoré F.C. Campeón del Torneo ABF - Primera "A" Apertura 2021 |
| 2.do título de la ABF - Primera "A"                                          |

##### Intercambio de Plazas para el Torneo Clausura 2021/2022
| Club                                                                                    | Ascendido como |
| --------------------------------------------------------------------------------------- | -------------- |
| No hubo ascensos en esta temporada. Los ascensos se postergaron para la temporada 2022. |                |

| Club         | Descendido como                                             |
| ------------ | ----------------------------------------------------------- |
| Gran Moxos   | Penúltimo lugar del torneo ABF - Primera "A" Apertura 2021. |
| Amazónico FC | Último lugar del torneo ABF - Primera "A" Apertura 2021.    |

##### ABF Primera "A" 2021 - Torneo Clausura 2021/2022
|                                                                              |
| Libertad Gran Mamoré F.C. Campeón del Torneo ABF - Primera "A" Clausura 2021 |
| 3.er título de la ABF - Primera "A"                                          |

#### Pando (APF) -Torneo Primera "A" 2021
|                                                          |
| Mariscal Sucre Campeón del Torneo APF - Primera "A" 2021 |
| 3.er título de la APF - Primera "A" 2021                 |

##### Partidos del ascenso indirecto
| Fecha                | Recinto      | Último lugar APF Primera "A" | Global | Subcampeón APF Primera "B" | Ida   | Vuelta |
| -------------------- | ------------ | ---------------------------- | ------ | -------------------------- | ----- | ------ |
| 9 y 12 de septiembre | Auxiliar APF | Deportivo Gatty Ribeiro      | 1 - 3  | Guerreros de Dios          | 0 - 0 | 1 - 3  |

##### Intercambio de Plazas para la temporada 2022
| Club              | Ascendido como                                                                                    |
| ----------------- | ------------------------------------------------------------------------------------------------- |
| Chaco F.C.        | Campeón del torneo APF - Primera "B" 2021                                                         |
| Guerreros de Dios | Subcampeón del torneo APF - Primera "B" 2021 y vencedor de los partidos por el ascenso indirecto. |

| Club                    | Descendido como                                                                                     |
| ----------------------- | --------------------------------------------------------------------------------------------------- |
| Deportivo Gatty Ribeiro | Último lugar del torneo APF - Primera "A" 2021 y perdedor de los partidos por el ascenso indirecto. |

### Torneos Departamentales de Primera "B"

#### La Paz (AFLP) -Torneo Primera "B" 2021
| Bandera del Departamento de La Paz                     |
| Campeón del Torneo AFLP - Primera "B" 2021 Por definir |
| 1.er título de la AFLP - Primera "B" 2021              |

##### Intercambio de Plazas para la temporada 2022
| Club        | Ascendido como                                                                                                |
| ----------- | --- |
| Por definir | Campeón del torneo AFLP - Primera de Ascenso 2021                                                             |
| Por definir | Subcampeón del torneo AFLP - Primera de Ascenso 2021 y posible vencedor de la serie por el ascenso indirecto. |

| Club            | Descendido como                                 |
| --------------- | ----------------------------------------------- |
| Ramiro Castillo | Último lugar del torneo AFLP - Primera "A" 2021 |

#### Oruro (AFO) -Torneo Primera "B" 2021
| Bandera del Departamento de Oruro                     |
| Campeón del Torneo AFO - Primera "B" 2021 Por definir |
| 1.er título de la AFO - Primera "B"                   |

#### Cochabamba (AFC) -Torneo Primera "B" 2021
| Bandera del Departamento de Cochabamba                |
| Campeón del Torneo AFC - Primera "B" 2021 Por definir |
| 1.er título de la AFC - Primera "B" 2021              |

#### Chuquisaca (ACHF) -Torneo Primera "B" 2021
| Bandera del Departamento de Chuquisaca                 |
| Campeón del Torneo ACHF - Primera "B" 2021 Por definir |
| 1.er título de la ACHF - Primera "B" 2021              |

##### Intercambio de Plazas para la temporada 2022
| Club | Ascendido como                                       |
| ---- | ---------------------------------------------------- |
|      | Campeón del torneo ACHF - Primera de Ascenso 2021    |
|      | Subcampeón del torneo ACHF - Primera de Ascenso 2021 |

| Club | Descendido como                                    |
| ---- | -------------------------------------------------- |
|      | Penúltimo lugar del torneo ACHF - Primera "B" 2021 |
|      | Último lugar del torneo ACHF - Primera "B" 2021.   |

#### Tarija (ATF) -Torneo Primera "B" 2021
| Bandera del Departamento de Tarija                    |
| Campeón del Torneo ATF - Primera "B" 2021 Por definir |
| 1.er título de la ATF - Primera "B" 2021              |

##### Intercambio de Plazas para la temporada 2022
| Club | Ascendido como                                        |
| ---- | ----------------------------------------------------- |
|      | Campeón del torneo ATF - Primera de Ascenso 2021      |
|      | Subcampeón del torneo ATF - Primera de Ascenso 2021   |
|      | Tercer lugar del torneo ATF - Primera de Ascenso 2021 |
|      | Cuarto lugar del torneo ATF - Primera de Ascenso 2021 |

| Club               | Descendido como |
| ------------------ | --------------- |
| No habrá descensos |                 |

#### Potosí (AFP) -Torneo Primera "B" 2021
|                                                                |
| Campeón del Torneo AFP (Potosí) - Primera "B" 2021 Por definir |
| 1.er título de la AFP (Potosí) - Primera "B" 2021              |

#### Santa Cruz (ACF) -Torneo Primera "B" 2021
| Bandera del Departamento de Santa Cruz                |
| Campeón del Torneo ACF - Primera "B" 2021 Por definir |
| 1.er título de la ACF - Primera "B" 2021              |

##### Intercambio de Plazas para la temporada 2022
Por definir

#### Beni (ABF) -Torneo Primera "B" 2021
| Bandera del Departamento del Beni                     |
| Campeón del Torneo ABF - Primera "B" 2021 Por definir |
| 1.er título de la ABF - Primera "B" 2021              |

#### Pando (APF) -Torneo Primera "B" 2021
| Bandera del Departamento de Pando                             |
| Campeón del Torneo APF (Pando) - Primera "B" 2021 Por definir |
| 1.er título de la APF - Primera "B" 2021                      |

## Torneos Nacionales Femeninos

### Copa Simón Bolívar Femenina 2020/21

#### Primera Fase

##### Grupo A
| Pos. | Equipo                       | Pts. | PJ | PG | PE | PP | GF | GC | DG |
| ---- | ---------------------------- | ---- | -- | -- | -- | -- | -- | -- | -- |
| 1.°  | Deportivo Trópico Femenino   | 7    | 3  | 2  | 1  | 0  | 7  | 3  | +4 |
| 2.°  | Universidad Cruceña Femenino | 6    | 3  | 2  | 0  | 1  | 6  | 3  | +3 |
| 3.°  | Mundo Futuro F. C.           | 4    | 3  | 1  | 1  | 1  | 4  | 4  | 0  |
| 4.°  | Wilstermann Femenino         | 0    | 3  | 0  | 0  | 3  | 2  | 9  | -7 |

| \| Fecha \| Lugar \| Local \| Resultado \| Visitante \| \| -------------------- \| ------------ \| -------------------------- \| --------- \| -------------------------- \| \| 5 de febrero de 2021 \| Villa Tunari \| Universidad Femenino \| 4:1 \| Wilstermann Femenino \| \| 5 de febrero de 2021 \| Villa Tunari \| Mundo Futuro F. C. \| 2:2 \| Deportivo Trópico Femenino \| \| 6 de febrero de 2021 \| Villa Tunari \| Mundo Futuro F. C. \| 2:1 \| Wilstermann Femenino \| \| 6 de febrero de 2021 \| Villa Tunari \| Universidad Femenino \| 1:2 \| Deportivo Trópico Femenino \| \| 7 de febrero de 2021 \| Ivirgarzama \| Deportivo Trópico Femenino \| 3:0 \| Wilstermann Femenino \| \| 7 de febrero de 2021 \| Villa Tunari \| Mundo Futuro F. C. \| 0:1 \| Universidad Femenino \| |              |                            |           |                            |
| Fecha | Lugar        | Local                      | Resultado | Visitante                  |
| 5 de febrero de 2021 | Villa Tunari | Universidad Femenino       | 4:1       | Wilstermann Femenino       |
| 5 de febrero de 2021 | Villa Tunari | Mundo Futuro F. C.         | 2:2       | Deportivo Trópico Femenino |
| 6 de febrero de 2021 | Villa Tunari | Mundo Futuro F. C.         | 2:1       | Wilstermann Femenino       |
| 6 de febrero de 2021 | Villa Tunari | Universidad Femenino       | 1:2       | Deportivo Trópico Femenino |
| 7 de febrero de 2021 | Ivirgarzama  | Deportivo Trópico Femenino | 3:0       | Wilstermann Femenino       |
| 7 de febrero de 2021 | Villa Tunari | Mundo Futuro F. C.         | 0:1       | Universidad Femenino       |

##### Grupo B
| Pos. | Equipo                               | Pts. | PJ | PG | PE | PP | GF | GC | DG  |
| ---- | ------------------------------------ | ---- | -- | -- | -- | -- | -- | -- | --- |
| 1.°  | Independiente de Challapata Femenino | 7    | 3  | 2  | 1  | 0  | 10 | 5  | +5  |
| 2.°  | Atlantas Porvenir F. C.              | 7    | 3  | 2  | 1  | 0  | 7  | 4  | +3  |
| 3.°  | Real Hassan                          | 3    | 3  | 1  | 0  | 2  | 8  | 6  | +2  |
| 4.°  | Real Potosí Femenino                 | 0    | 3  | 0  | 0  | 3  | 1  | 11 | -10 |

| \| Fecha \| Lugar \| Local \| Resultado \| Visitante \| \| -------------------- \| ------------ \| ------------------------------------ \| --------- \| ----------------------- \| \| 5 de febrero de 2021 \| Villa Tunari \| Real Hassan \| 4:0 \| Real Potosí Femenino \| \| 5 de febrero de 2021 \| Villa Tunari \| Independiente de Challapata Femenino \| 2:2 \| Atlantas Porvenir F. C. \| \| 6 de febrero de 2021 \| Shinahota \| Independiente de Challapata Femenino \| 4:0 \| Real Potosí Femenino \| \| 6 de febrero de 2021 \| Shinahota \| Real Hassan \| 1:2 \| Atlantas Porvenir F. C. \| \| 7 de febrero de 2021 \| Villa Tunari \| Atlantas Porvenir F. C. \| 3:1 \| Real Potosí Femenino \| \| 7 de febrero de 2021 \| Villa Tunari \| Independiente de Challapata Femenino \| 4:3 \| Real Hassan \| |              |                                      |           |                         |
| Fecha | Lugar        | Local                                | Resultado | Visitante               |
| 5 de febrero de 2021 | Villa Tunari | Real Hassan                          | 4:0       | Real Potosí Femenino    |
| 5 de febrero de 2021 | Villa Tunari | Independiente de Challapata Femenino | 2:2       | Atlantas Porvenir F. C. |
| 6 de febrero de 2021 | Shinahota    | Independiente de Challapata Femenino | 4:0       | Real Potosí Femenino    |
| 6 de febrero de 2021 | Shinahota    | Real Hassan                          | 1:2       | Atlantas Porvenir F. C. |
| 7 de febrero de 2021 | Villa Tunari | Atlantas Porvenir F. C.              | 3:1       | Real Potosí Femenino    |
| 7 de febrero de 2021 | Villa Tunari | Independiente de Challapata Femenino | 4:3       | Real Hassan             |

##### Grupo C
| Pos. | Equipo                  | Pts. | PJ | PG | PE | PP | GF | GC | DG  |
| ---- | ----------------------- | ---- | -- | -- | -- | -- | -- | -- | --- |
| 1.°  | Andalucía Real Tomayapo | 6    | 2  | 2  | 0  | 0  | 15 | 2  | +13 |
| 2.°  | A.B.B. Femenino         | 1    | 1  | 0  | 1  | 1  | 3  | 6  | -3  |
| 3.°  | Deportivo Chuquisaca    | 1    | 1  | 0  | 1  | 1  | 3  | 13 | -10 |

| \| Fecha \| Lugar \| Local \| Resultado \| Visitante \| \| -------------------- \| ------------ \| ----------------------- \| --------- \| ----------------------- \| \| 5 de febrero de 2021 \| Shinahota \| Deportivo Chuquisaca \| 2:2 \| A.B.B. Femenino \| \| 6 de febrero de 2021 \| Villa Tunari \| Deportivo Chuquisaca \| 1:11 \| Andalucía Real Tomayapo \| \| 7 de febrero de 2021 \| Villa Tunari \| Andalucía Real Tomayapo \| 3:1 \| A.B.B. Femenino \| |              |                         |           |                         |
| Fecha | Lugar        | Local                   | Resultado | Visitante               |
| 5 de febrero de 2021 | Shinahota    | Deportivo Chuquisaca    | 2:2       | A.B.B. Femenino         |
| 6 de febrero de 2021 | Villa Tunari | Deportivo Chuquisaca    | 1:11      | Andalucía Real Tomayapo |
| 7 de febrero de 2021 | Villa Tunari | Andalucía Real Tomayapo | 3:1       | A.B.B. Femenino         |

#### Segunda fase
| Fecha                | Ciudad       | Condición   |                                      | Resultado |                              | Condición   |
| -------------------- | ------------ | ----------- | ------------------------------------ | --------- | ---------------------------- | ----------- |
| 8 de febrero de 2021 | Villa Tunari | 1.° Grupo C | Andalucía Real Tomayapo              | 2:0       | Atlantas Porvenir F. C.      | 2.° Grupo B |
| 8 de febrero de 2021 | Villa Tunari | 1.° Grupo A | Deportivo Trópico Femenino           | 2:2 (5:4) | A.B.B. Femenino              | 2.° Grupo C |
| 8 de febrero de 2021 | Villa Tunari | 1.° Grupo B | Independiente de Challapata Femenino | 0:7       | Universidad Cruceña Femenino | 2.° Grupo A |

El mejor perdedor de la Fase 2 será transferido a las semifinales junto con los ganadores de llave. 

|  | Equipo transferido a las semifinales |
|  | Equipos eliminados                   |

| Equipo                               | Pts. | PJ | PG | PE | PP | GF | GC | DG |
| ------------------------------------ | ---- | -- | -- | -- | -- | -- | -- | -- |
| A.B.B. Femenino                      | 1    | 1  | 0  | 1  | 0  | 2  | 2  | 0  |
| Atlantas Porvenir F. C.              | 0    | 1  | 0  | 0  | 1  | 0  | 2  | -2 |
| Independiente de Challapata Femenino | 0    | 1  | 0  | 0  | 1  | 0  | 7  | -7 |

#### Semifinales
| 09 de febrero de 2021, 09:00 | Andalucía Real Tomayapo            | 2:3 | Universidad Cruceña Femenino              | Estadio Bicentenario, Villa Tunari |  |
|                              | María Segovia 10' · Ana Huanca 59' |     | 29' 70' Yoselín Portales · 86' Alexi Añez |                                    |  |

| 09 de febrero de 2021, 11:00 | Deportivo Trópico Femenino                                        | 5:0 | A.B.B. Femenino | Estadio Bicentenario, Villa Tunari |  |
|                              | Marilín Rojas 53' 63' 88' · Zulma Ayala 58' · Eilsa Bernabe 90+1' |     |                 |                                    |  |

#### Partido por el Tercer lugar
| 10 de febrero de 2021, 08:00 | Andalucía Real Tomayapo | 9:0 | A.B.B. Femenino | Estadio Bicentenario, Villa Tunari |  |

#### Final
| 10 de febrero de 2021, 10:00 | Universidad Cruceña Femenino | 1:3 | Deportivo Trópico Femenino                  | Estadio Bicentenario, Villa Tunari |  |
|                              | Yoselin Portales             |     | Zulema Ayala · Ruth Jiménez · Marilyn Rojas |                                    |  |

| Copa Simón Bolívar Femenina 2020/21                                          |
|                                                                              |
| Deportivo Trópico Femenino Campeón de la Copa Simón Bolívar Femenina 2020/21 |
| 1.er título                                                                  |

### Copa Simón Bolívar Femenina 2021

#### Primera Fase

##### Grupo A
| Pos. | Equipo                     | Pts. | PJ | PG | PE | PP | GF | GC | DG |
| ---- | -------------------------- | ---- | -- | -- | -- | -- | -- | -- | -- |
| 1.°  | Deportivo Trópico Femenino | 6    | 2  | 2  | 0  | 0  | 3  | 0  | +3 |
| 2.°  | P.A.T. Delicias Femenino   | 1    | 2  | 0  | 1  | 0  | 3  | 4  | -1 |
| 3.°  | Libertad F.C. Femenino     | 1    | 2  | 0  | 1  | 0  | 3  | 5  | -2 |

| \| Fecha \| Lugar \| Local \| Resultado \| Visitante \| \| ------------------------ \| ------------ \| -------------------------- \| --------- \| -------------------------- \| \| 26 de septiembre de 2021 \| Villa Tunari \| Deportivo Trópico Femenino \| 1:0 \| P.A.T. Delicias \| \| 27 de septiembre de 2021 \| Ivirgarzama \| P.A.T. Delicias \| 3:3 \| Libertad F.C. Femenino \| \| 28 de septiembre de 2021 \| Shinahota \| Libertad F.C. Femenino \| 0:2 \| Deportivo Trópico Femenino \| |              |                            |           |                            |
| Fecha | Lugar        | Local                      | Resultado | Visitante                  |
| 26 de septiembre de 2021 | Villa Tunari | Deportivo Trópico Femenino | 1:0       | P.A.T. Delicias            |
| 27 de septiembre de 2021 | Ivirgarzama  | P.A.T. Delicias            | 3:3       | Libertad F.C. Femenino     |
| 28 de septiembre de 2021 | Shinahota    | Libertad F.C. Femenino     | 0:2       | Deportivo Trópico Femenino |

##### Grupo B
| Pos. | Equipo              | Pts. | PJ | PG | PE | PP | GF | GC | DG |
| ---- | ------------------- | ---- | -- | -- | -- | -- | -- | -- | -- |
| 1.°  | Mundo Futuro F.C.   | 9    | 3  | 3  | 0  | 0  | 10 | 2  | +8 |
| 2.°  | Deportivo Bustillos | 6    | 3  | 2  | 0  | 1  | 9  | 5  | +4 |
| 3.°  | Futuro F.C.         | 3    | 3  | 1  | 0  | 2  | 7  | 11 | -4 |
| 4.°  | Real Hassan         | 0    | 3  | 0  | 0  | 3  | 5  | 13 | -8 |

| \| Fecha \| Lugar \| Local \| Resultado \| Visitante \| \| ------------------------ \| ------------ \| ------------------- \| --------- \| ------------------- \| \| 26 de septiembre de 2021 \| Villa Tunari \| Futuro F.C. \| 1:5 \| Deportivo Bustillos \| \| 26 de septiembre de 2021 \| Villa Tunari \| Mundo Futuro F.C. \| 4:1 \| Real Hassan \| \| 27 de septiembre de 2021 \| Chimoré \| Deportivo Bustillos \| 0:1 \| Mundo Futuro F.C. \| \| 27 de septiembre de 2021 \| Villa Tunari \| Real Hassan \| 1:5 \| Futuro F.C. \| \| 28 de septiembre de 2021 \| Villa Tunari \| Futuro F.C. \| 1:5 \| Mundo Futuro F.C. \| \| 28 de septiembre de 2021 \| Villa Tunari \| Deportivo Bustillos \| 4:3 \| Real Hassan \| |              |                     |           |                     |
| Fecha | Lugar        | Local               | Resultado | Visitante           |
| 26 de septiembre de 2021 | Villa Tunari | Futuro F.C.         | 1:5       | Deportivo Bustillos |
| 26 de septiembre de 2021 | Villa Tunari | Mundo Futuro F.C.   | 4:1       | Real Hassan         |
| 27 de septiembre de 2021 | Chimoré      | Deportivo Bustillos | 0:1       | Mundo Futuro F.C.   |
| 27 de septiembre de 2021 | Villa Tunari | Real Hassan         | 1:5       | Futuro F.C.         |
| 28 de septiembre de 2021 | Villa Tunari | Futuro F.C.         | 1:5       | Mundo Futuro F.C.   |
| 28 de septiembre de 2021 | Villa Tunari | Deportivo Bustillos | 4:3       | Real Hassan         |

##### Grupo C
| Pos. | Equipo                 | Pts. | PJ | PG | PE | PP | GF | GC | DG |
| ---- | ---------------------- | ---- | -- | -- | -- | -- | -- | -- | -- |
| 1.°  | Real Tomayapo Femenino | 6    | 2  | 2  | 0  | 0  | 6  | 0  | +6 |
| 2.°  | A.B.B. Femenino        | 3    | 2  | 1  | 0  | 1  | 2  | 5  | -3 |
| 3.°  | Wilstermann Femenino   | 0    | 2  | 0  | 0  | 2  | 1  | 4  | -3 |

| \| Fecha \| Lugar \| Local \| Resultado \| Visitante \| \| ------------------------ \| ------------ \| ---------------------- \| --------- \| ---------------------- \| \| 26 de septiembre de 2021 \| Villa Tunari \| Real Tomayapo Femenino \| 2:0 \| Wilstermann Femenino \| \| 27 de septiembre de 2021 \| Shinahota \| Wilstermann Femenino \| 1:2 \| A.B.B. Femenino \| \| 28 de septiembre de 2021 \| Chimoré \| A.B.B. Femenino \| 0:4 \| Real Tomayapo Femenino \| |              |                        |           |                        |
| Fecha | Lugar        | Local                  | Resultado | Visitante              |
| 26 de septiembre de 2021 | Villa Tunari | Real Tomayapo Femenino | 2:0       | Wilstermann Femenino   |
| 27 de septiembre de 2021 | Shinahota    | Wilstermann Femenino   | 1:2       | A.B.B. Femenino        |
| 28 de septiembre de 2021 | Chimoré      | A.B.B. Femenino        | 0:4       | Real Tomayapo Femenino |

#### Segunda fase
| Fecha                    | Ciudad       | Condición   |                            | Resultado |                          | Condición   |
| ------------------------ | ------------ | ----------- | -------------------------- | --------- | ------------------------ | ----------- |
| 29 de septiembre de 2021 | Villa Tunari | 1.° Grupo C | Real Tomayapo Femenino     | 6:0       | Deportivo Bustillos      | 2.° Grupo B |
| 29 de septiembre de 2021 | Ivirgarzama  | 1.° Grupo A | Deportivo Trópico Femenino | 1:1 (5:4) | A.B.B. Femenino          | 2.° Grupo C |
| 29 de septiembre de 2021 | Villa Tunari | 1.° Grupo B | Mundo Futuro F.C.          | 3:1       | P.A.T. Delicias Femenino | 2.° Grupo A |

El mejor perdedor de la Fase 2 será transferido a las semifinales junto con los ganadores de llave. 

|  | Equipo transferido a las semifinales |
|  | Equipos eliminados                   |

| Equipo                   | Pts. | PJ | PG | PE | PP | GF | GC | DG |
| ------------------------ | ---- | -- | -- | -- | -- | -- | -- | -- |
| A.B.B. Femenino          | 1    | 1  | 0  | 1  | 0  | 1  | 1  | 0  |
| P.A.T. Delicias Femenino | 0    | 1  | 0  | 0  | 1  | 1  | 3  | -2 |
| Deportivo Bustillos      | 0    | 1  | 0  | 0  | 1  | 0  | 6  | -6 |

#### Semifinales
| 1 de octubre de 2021, 16:00 | Mundo Futuro F.C. | 0:2 | Real Tomayapo Femenino | Estadio Hugo Chávez, Chimoré |  |

| 1 de octubre de 2021, 16:00 | Deportivo Trópico Femenino | 2:2 (3:4 p.) | A.B.B. Femenino | Estadio Bicentenario, Villa Tunari |  |

#### Final
| 2 de octubre de 2021, 18:00 | Real Tomayapo Femenino | 2:0     | A.B.B. Femenino | Estadio Bicentenario, Villa Tunari |  |
|                             | Yanina López 18' 85'   | Reporte |                 |                                    |  |

| Copa Simón Bolívar Femenina 2020/21                                   |
|                                                                       |
| Real Tomayapo Femenino Campeón de la Copa Simón Bolívar Femenina 2021 |
| 1.er título                                                           |

## Torneos internacionales masculinos

### Copa Conmebol Libertadores 2021
Los equipos que participaron en la Copa Libertadores 2021, a partir de febrero de 2021, fueron:
- Bolivia 1:  Always Ready, campeón del División Profesional 2020. (Eliminado en la fase de grupos del Grupo B frente a  Internacional,  Olimpia y  Deportivo Táchira.

- Bolivia 2:  The Strongest, subcampeón del División Profesional 2020. (Eliminado en la fase de grupos del Grupo C frente a  Barcelona S.C.,  Boca Juniors y  Santos F.C..

- Bolivia 3:  Bolívar, tercer lugar del División Profesional 2020. (Eliminado en la Tercera fase clasificatoria frente a  Junior, 4:2. Fue transferido a la fase de grupos de la Copa Sudamericana 2021)

- Bolivia 4:  Royal Pari, cuarto lugar del División Profesional 2020. (Eliminado en la Primera fase clasificatoria frente a  Guaraní, 5:2)

### Copa Conmebol Sudamericana 2021
Los equipos que participaron en la Copa Sudamericana 2021, a partir de marzo de 2021, fueron:
- Bolivia 1:  Wilstermann, quinto lugar del División Profesional 2020. (Eliminado en fase de grupos, en el Grupo C frente a  Arsenal,  Ceará y  Bolívar)

- Bolivia 2: Guabirá, sexto lugar del División Profesional 2020. (Eliminado en fase de grupos, en el Grupo B frente a  Independiente,  Bahia y  Montevideo City Torque)

- Bolivia 3:  Nacional Potosí, séptimo lugar del División Profesional 2020. (Eliminado en la Primera fase clasificatoria frente a  Guabirá, 6:2)

- Bolivia 4:  Atlético Palmaflor, octavo lugar del División Profesional 2020. (Eliminado en la Primera fase clasificatoria frente a  Wilstermann, 4:2)

El equipo transferido a esta competición por parte de la Copa Libertadores fue:
- Bolivia 5:  Bolívar, perdedor de llave G3 (contra Junior) de la tercera fase de la Copa Libertadores 2021. (Eliminado en fase de grupos, en el Grupo C frente a  Arsenal,  Ceará y  Wilstermann)

## Torneos internacionales femeninos

### Copa Libertadores Femenina 2020
- Bolivia 1:  Deportivo Trópico Femenino, campeón de la Copa Simón Bolívar Femenina 2020/21. (Eliminado en fase de grupos, en el Grupo B frente a  Boca Juniors,  Kindermann-Avaí y  Santiago Morning)

### Copa Libertadores Femenina 2021
- Bolivia 1:  Real Tomayapo Femenino, campeón de la Copa Simón Bolívar Femenina 2021. (Eliminado en fase de grupos, en el Grupo C frente a  Deportivo Cali,  Alianza Lima y  Universidad de Chile

## Selección Absoluta Masculina

### Enfrentamientos
| Fecha                                             | Recinto                                           | Rival       | Marcador | Competencia              | Goles Anotados                                                                            |
| ------------------------------------------------- | ------------------------------------------------- | ----------- | -------- | ------------------------ | ----------------------------------------------------------------------------------------- |
| 26/03/2021                                        | Estadio El Teniente, Rancagua                     | Chile       | 2 - 1    | Amistoso FIFA            | Marcelo Martins 18'                                                                       |
| 29/03/2021                                        | Estadio Banco de Guayaquil, Sangolquí             | Ecuador     | 2 - 1    | Amistoso FIFA            | Rodrigo Ramallo 90+4'                                                                     |
| 03/06/2021                                        | Estadio Hernando Siles, La Paz                    | Venezuela   | 3 - 1    | Eliminatorias Catar 2022 | Marcelo Martins 5' 83', · Diego Bejarano 60'                                              |
| 08/06/2021                                        | Estadio Nacional, Santiago                        | Chile       | 1 - 1    | Eliminatorias Catar 2022 | Marcelo Martins 82' (penal)                                                               |
| 14/06/2021                                        | Estadio Olímpico Pedro Ludovico Teixeira, Goiânia | Paraguay    | 3 - 1    | Copa América 2021        | Erwin Saavedra 10' (penal)                                                                |
| 18/06/2021                                        | Arena Pantanal, Cuiabá                            | Chile       | 1 - 0    | Copa América 2021        |                                                                                           |
| 24/06/2021                                        | Arena Pantanal, Cuiabá                            | Uruguay     | 2 - 0    | Copa América 2021        |                                                                                           |
| 28/06/2021                                        | Arena Pantanal, Cuiabá                            | Argentina   | 1 - 4    | Copa América 2021        | Erwin Saavedra 60'                                                                        |
| 02/09/2021                                        | Estadio Hernando Siles, La Paz                    | Colombia    | 1 - 1    | Eliminatorias Catar 2022 | Fernando Saucedo 83'                                                                      |
| 05/09/2021                                        | Estadio Centenario, Montevideo                    | Uruguay     | 4 - 2    | Eliminatorias Catar 2022 | Marcelo Martins 59', 84' (penal)                                                          |
| 09/09/2021                                        | Estadio Monumental, Buenos Aires                  | Argentina   | 3 - 0    | Eliminatorias Catar 2022 |                                                                                           |
| 07/10/2021                                        | Estadio Monumental Isidro Romero Carbo, Guayaquil | Ecuador     | 3 - 0    | Eliminatorias Catar 2022 |                                                                                           |
| 10/10/2021                                        | Estadio Hernando Siles, La Paz                    | Perú        | 1 - 0    | Eliminatorias Catar 2022 | Ramiro Vaca 82'                                                                           |
| 14/10/2021                                        | Estadio Hernando Siles, La Paz                    | Paraguay    | 4 - 0    | Eliminatorias Catar 2022 | Rodrigo Ramallo 21' · Moisés Villarroel 53' · Víctor Ábrego 84' · Roberto Fernández 90+4' |
| 05/11/2021                                        | Audi Field Stadium, Washington D. C.              | El Salvador | 0 - 1    | Amistoso                 | Rodrigo Ramallo 72'                                                                       |
| 11/11/2021                                        | Estadio Monumental, Lima                          | Perú        | 3 - 0    | Eliminatorias Catar 2022 |                                                                                           |
| 16/11/2021                                        | Estadio Hernando Siles, La Paz                    | Uruguay     | 3 - 0    | Eliminatorias Catar 2022 | Juan Carlos Arce 30', 79' · Marcelo Martins 45'                                           |
| Actualizado el 20 de noviembre de 2021, 16:12 UTC |                                                   |             |          |                          |                                                                                           |

### Estadísticas
|    | Equipo  | V | E | P  | GF | GC | DG  | RL    | RV    | RT    | PL | PV | PJ |
| -- | ------- | - | - | -- | -- | -- | --- | ----- | ----- | ----- | -- | -- | -- |
| 78 | Bolivia | 5 | 2 | 10 | 19 | 30 | -11 | 86,7% | 11,1% | 33,3% | 5  | 12 | 17 |
|    |         |   |   |    |    |    |     |       |       |       |    |    |    |

### Goleadores
|                                                   | Jugador                  | Equipo       | Anotado |
| ------------------------------------------------- | ------------------------ | ------------ | ------- |
| 1.°                                               | Marcelo Martins          | Cruzeiro     | 6       |
| 2°                                                | Rodrigo Ramallo          | Always Ready | 3       |
| 3°                                                | Erwin Saavedra           | Bolívar      | 2       |
|                                                   | Juan Carlos Arce         | Always Ready | 2       |
| 4°                                                | Fernando Saucedo         | Always Ready | 1       |
|                                                   | Diego Bejarano           | Bolívar      | 1       |
|                                                   | Ramiro Vaca              | Beerschot    | 1       |
|                                                   | Víctor Ábrego            | Bolívar      | 1       |
|                                                   | Moisés Villarroel        | Wilstermann  | 1       |
|                                                   | Roberto Carlos Fernández | Bolívar      | 1       |
| Actualizado el 20 de noviembre de 2021, 16:12 UTC |                          |              |         |

## Selección Absoluta Femenina

### Enfrentamientos
| Fecha      | Recinto                                       | Rival                | Marcador | Competencia   | Goles Anotados                    |
| ---------- | --------------------------------------------- | -------------------- | -------- | ------------- | --------------------------------- |
| 21/02/2021 | Estadio Olímpico Atahualpa, Quito             | Ecuador              | 3 - 0    | Amistoso FIFA |                                   |
| 24/02/2021 | Estadio Olímpico Atahualpa, Quito             | Ecuador              | 2 - 2    | Amistoso FIFA | Marlene Flores 44', Ana Rojas 72' |
| 22/10/2021 | Estadio Cibao, Santiago de los Caballeros     | República Dominicana | 3 - 0    | Amistoso FIFA |                                   |
| 25/10/2021 | Estadio Olímpico Félix Sánchez, Santo Domingo | República Dominicana | 1 - 1    | Amistoso FIFA | María Segovia 67'                 |

### Estadísticas
|     | Equipo  | V | E | D | GF | GC | DG | RL | RV  | RT  | PL | PV | PJ |
| --- | ------- | - | - | - | -- | -- | -- | -- | --- | --- | -- | -- | -- |
| 93° | Bolivia | 0 | 2 | 2 | 3  | 9  | -6 | 0% | 17% | 17% | 0  | 4  | 4  |
|     |         |   |   |   |    |    |    |    |     |     |    |    |    |